# Imigração no Brasil

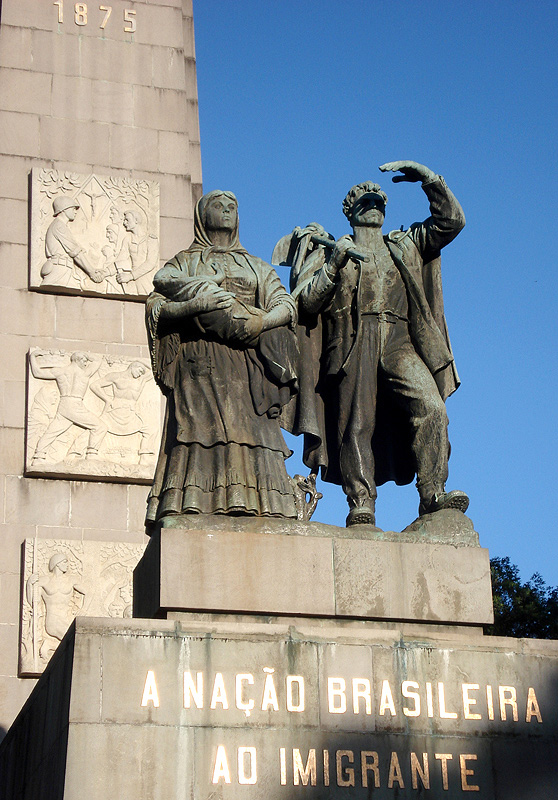
Monumento Nacional ao Imigrante, em Caxias do Sul, no Rio Grande do Sul.

A Imigração no Brasil refere-se ao conjunto de povos que imigraram para o Brasil ao longo de sua história. A imigração deixou fortes marcas na demografia, na cultura e na economia do país. Os primeiros povos a ocupar o território hoje forma o Brasil foram os povos ameríndios também chamados coloquialmente de índios e indígenas, que geneticamente originaram-se de populações que viviam no que hoje é a Sibéria e também de populações da região mais ao leste da Ásia, ou seja da Ásia oriental. Segundo a tese mais aceita, a sua chegada ao continente americano deu-se através do estreito de Bering (Beríngia), em data ainda controversa, mas durante a Idade do Gelo. As estimativas quanto ao número de indígenas que existiam no Brasil à época do descobrimento do território por Portugal variam de 1,8 milhão a 6 milhões de indígenas. John Hemming estimou o número de indígenas no Brasil, à época do descobrimento, em 3,2 milhões. Em 1500, desembarcaram, no atual litoral brasileiro, os primeiros portugueses. Estima-se que, até o fim do período de dominação portuguesa, em 1822, entre 500 e 700 mil lusitanos se deslocaram para o Brasil.
Em decorrência do tráfico negreiro, entre meados do século XVI até a sua extinção, em 1850, entre 4 e 5 milhões de africanos foram trazidos ao Brasil na condição de escravos, o que torna o Brasil o país que mais recebeu africanos em toda a História.
No século XIX, teve início a imigração de outros povos europeus para o Brasil, em particular da Itália, rivalizando numericamente com os portugueses, seguidos por fluxos de espanhóis e de alemães. No início do século XX, intensificou-se o fluxo migratório oriundo da Ásia, particularmente de japoneses e de sírio-libaneses. A maior parte desses imigrantes foi destinada a plantações de café no estado de São Paulo, embora muitos tenham tido, como destino, os centros urbanos, em particular São Paulo e Rio de Janeiro, bem como colônias rurais no Brasil meridional. Entre 1884 e 1959, entraram, no Brasil, 4 734 494 imigrantes, sendo 1 507 695 italianos e 1 391 898 portugueses, entre 1820 e 1975 o Brasil recebeu 5.674.569.
Na década de 1960, o Brasil deixou de ser um grande receptor de imigrantes, passando a ser um país expulsor de trabalhadores, a partir da década de 1980, sobretudo para os Estados Unidos, o Paraguai, o Uruguai a Europa e o Japão. Essa tendência manteve-se constante até recentemente, uma vez que nas duas últimas décadas foi observado o crescimento da imigração para o Brasil, em particular de países como a Venezuela, a Bolívia, a Colômbia e o Haiti.
Na década de 2010, o Brasil viu sua população de imigrantes residentes dobrar, de cerca de 600 mil em julho de 2010 a 1,3 milhão em 2020. Em março de 2022 residiriam no país por volta de 1,7 milhão de imigrantes.

## Ocupação pré-cabralina dos povos indígenas

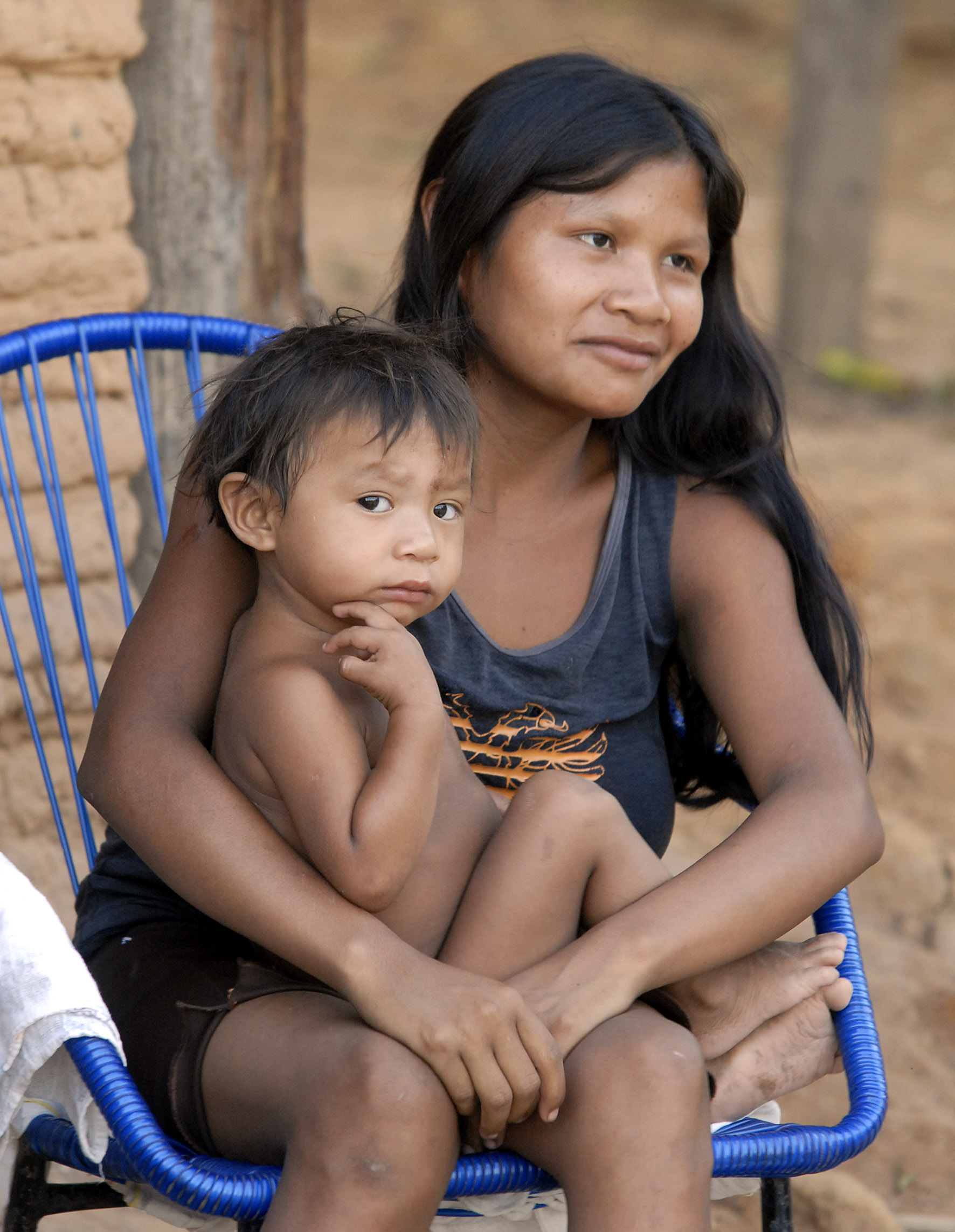
Indígena guajajara e seu filho.

A tese mais aceita é que os povos indígenas das Américas são descendentes de populações asiáticas que cruzaram o Estreito de Bering, passando da Sibéria para a América do Norte. Décadas de pesquisas de arqueólogos e linguistas sugerem que os humanos chegaram às Américas no final da última era do gelo, há 14.500 anos. Essa tese já foi comprovada por diversos estudos genéticos, que mostram que a ancestralidade dos povos indígenas das Américas pode ser traçada até populações que viviam na Ásia, há vários milênios.
Os mais antigos povoadores do atual território brasileiro chegaram há aproximadamente 12 mil anos. Foi encontrado em Lagoa Santa (Minas Gerais) o crânio de uma mulher, batizada de Luzia que, inicialmente, cientistas acreditavam ter traços negroides e relação com as populações da Oceania. Porém, após a análise do DNA de Luzia, essa hipótese foi descartada, uma vez que ela era tão ameríndia quanto qualquer outro povo do continente americano e, portanto, não tinha traços negroides, mas uma fisionomia ameríndia.
Conforme estudo genético, os ancestrais das tribos tupis e guaranis viviam originalmente na Amazônia, onde atualmente se situa o estado de Rondônia. Há cerca de 2 mil anos, esses índios deram início a um grande processo migratório, mas seguindo duas rotas diferentes: os ancestrais dos guaranis teriam rumado para o sul, ocupando os atuais Paraguai e o Sul do Brasil, ao passo que os ancestrais dos tupis seguiram para o leste, ocupando o litoral das atuais regiões Nordeste e Sudeste do Brasil. Nesse processo, as tribos tupis derrotaram as tribos tapuias que já habitavam o litoral brasileiro, expulsando-as, então, para o interior do continente, por volta do ano 1000.
Segundo Darcy Ribeiro, quando os portugueses chegaram ao Brasil, em 1500, as tribos tupis ainda estavam em pleno processo migratório, desalojando outros índios que encontravam pelo caminho. Os povos indígenas estavam sempre à procura de lugares privilegiados, disputando os melhores nichos ecológicos entre si. Nesse contexto, eles se alojavam e desalojavam uns aos outros, ao longo dos milênios. Ocupar uma região privilegiada era essencial. Lugares onde a caça e a pesca eram abundantes garantiam a sobrevivência do grupo e permitiam manter aldeamentos maiores. Em locais mais ricos, como a costa marítima e os vales mais fecundos, tais aldeamentos chegavam a ter três mil pessoas. Por sua vez, viver em sítios pouco abundantes poderia condenar a tribo à penúria e, no caso das etnias que dominavam a agricultura, poderia sujeitá-las a meses de maior abundância e a meses de escassez.

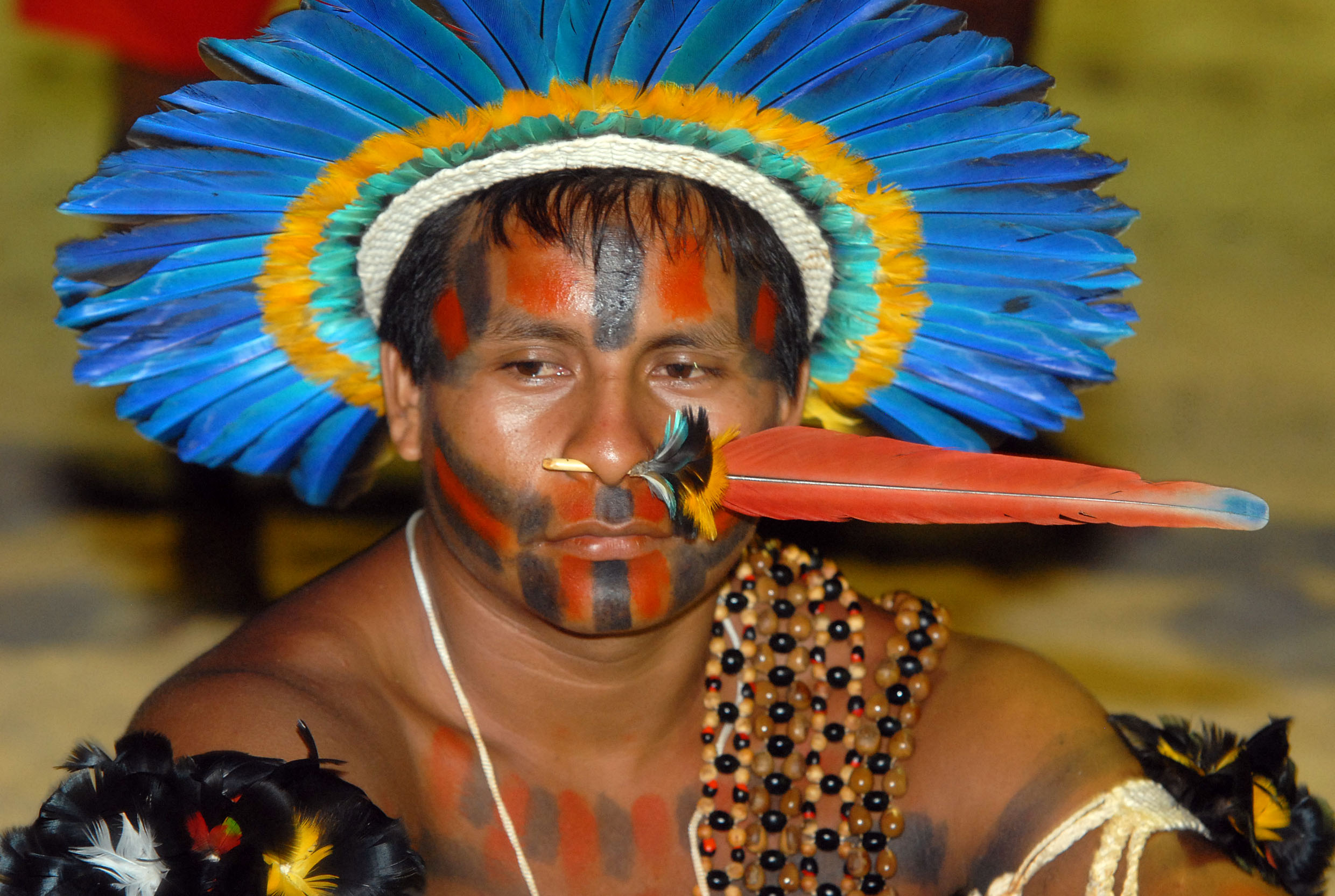
Indígena brasileiro, representando sua arte plumária e de pintura corporal.

Os tupis foram os primeiros índios a ter contato com os portugueses, somando então provavelmente um milhão de pessoas. Todavia, era ausente uma unidade étnica entre eles, apesar da semelhança linguística e cultural que tinham. Quando uma unidade étnica crescia demais, ela se dividia em novas unidades autônomas que, ao se afastarem umas das outras, se tornavam mais diferenciadas e hostis. Mesmo em face dos portugueses vindos além-mar, nunca se formou uma unidade indígena para combatê-los, a não ser efêmeras confederações regionais, alimentadas por outros europeus interessados em se apossar do Brasil, como foi o caso dos franceses com a Confederação dos Tamoios. Em geral, cada tribo articulava-se de forma independente perante os colonizadores, de modo que suas relações variavam entre a aliança e a hostilidade.
Os índios do Brasil encontravam-se divididos em diversos grupos étnico-linguísticos: tupis-guaranis (região do litoral), macro-jê ou tapuias (região do Planalto Central do Brasil), aruaques (Amazônia) e caraíbas (Amazônia).[carece de fontes?]
Não se sabe ao certo quantos indígenas viviam no atual território brasileiro, em 1500. O IBGE aponta o número em cerca de dois milhões. Segundo a FUNAI, seriam três milhões, divididos em mil povos diferentes, sendo que aproximadamente dois milhões estavam no litoral e um milhão no interior. A população indígena do Brasil era muito pequena, para um território tão grande. Em comparação, estima-se que, no início do século XVI, viviam no México cerca de 25 milhões de indígenas, sendo que o México tem um território menor que o brasileiro.
Com a chegada dos europeus, a população indígena diminuiu consideravelmente, em decorrência sobretudo da contaminação por vírus e bactérias aos quais os índios não tinham imunidade. Segundo o censo do IBGE de 2010, cerca de 800 mil pessoas identificaram-se como indígenas no Brasil. Porém, em decorrência da miscigenação, o número de brasileiros com ancestralidade indígena é de vários milhões. Segundo diversos estudos genéticos, a maioria dos brasileiros tem alguma ancestralidade indígena no seu DNA.

## Imigração nos territórios portugueses que formaram o Brasil

### Os portugueses

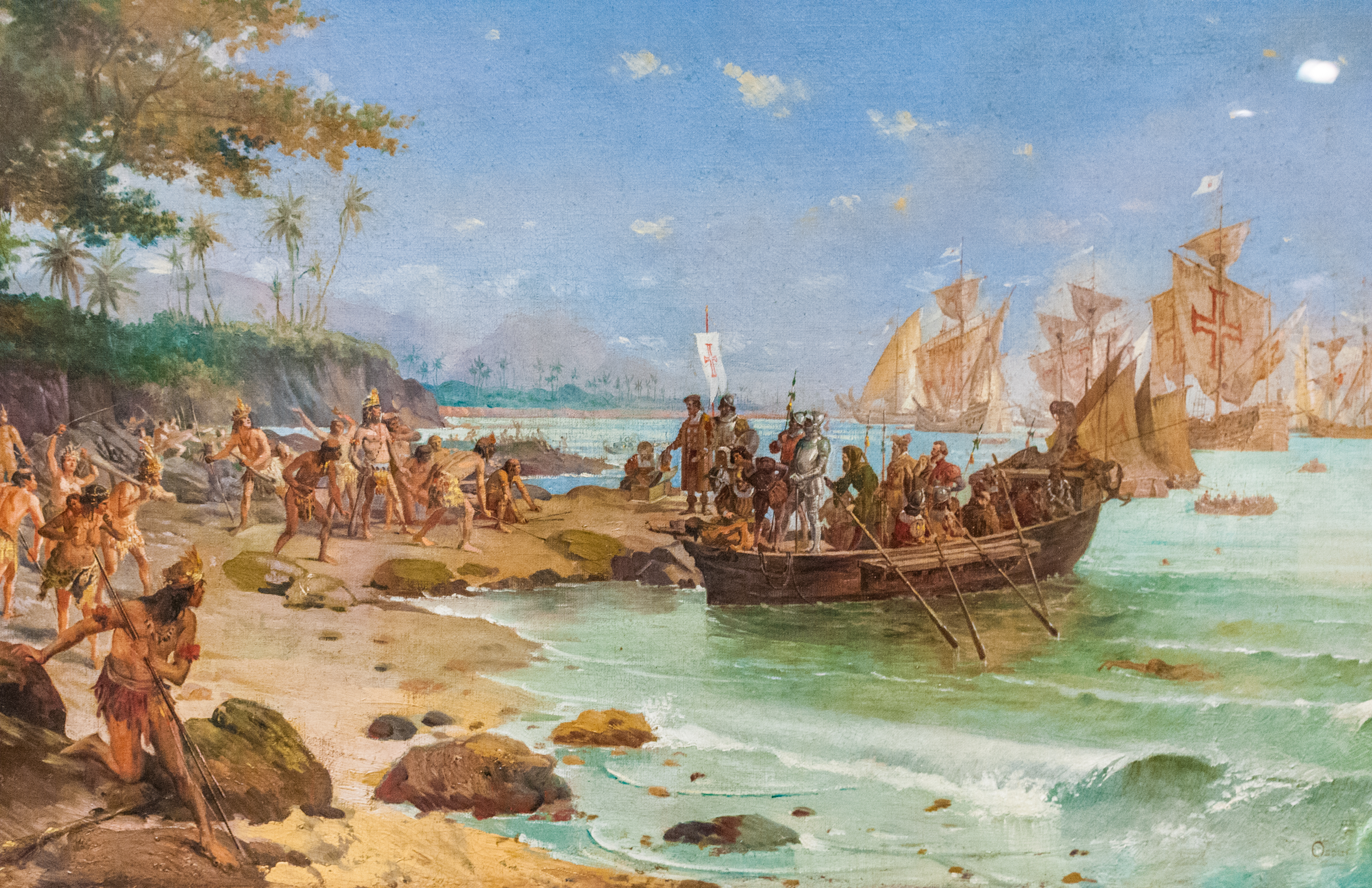
Desembarque de Cabral em Porto Seguro (óleo sobre tela), autor: Oscar Pereira da Silva, 1904. Acervo do Museu Histórico Nacional, Rio de Janeiro.

O território colonial brasileiro não foi imediatamente ocupado pelos portugueses, a partir do Descobrimento do Brasil, em 1500. Nas primeiras décadas, havia apenas feitorias, nas quais o pau-brasil era armazenado, esperando os navios que vinham da Metrópole. Apenas alguns degredados, desertores e náufragos haviam se estabelecido em definitivo no Brasil. Os degredados, em particular, eram abandonados à própria sorte entre os indígenas, com o objetivo de aprenderem sua língua e depois servirem como intérpretes (os chamados "línguas"). Através da prática do cunhadismo - uma antiga prática indígena de incorporar estranhos à sua comunidade, por meio da entrega de moças indígenas como esposas - esses primeiros portugueses foram se miscigenando com as mulheres indígenas, gerando extensa prole mestiça e formando alianças de parentesco com os nativos. Exemplos desses primeiros colonos são João Ramalho, em São Paulo, e Diogo Álvares, o Caramuru, na Bahia. Sem essa miscigenação inicial, a colonização portuguesa teria sido impraticável, pois eram tão poucos os portugueses chegados nos primeiros anos que eles teriam desaparecido, se não fosse pelo surgimento dessa camada de gente mestiça que de fato ocupou o território.

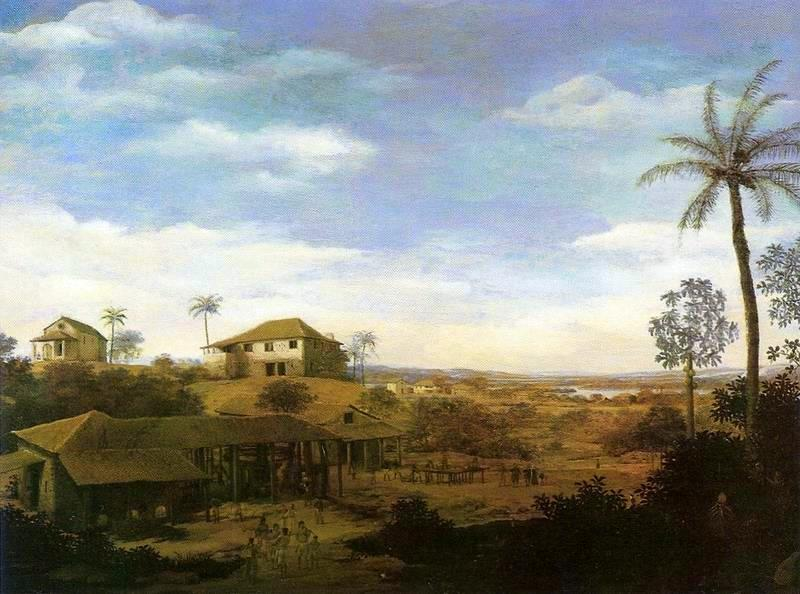
Um engenho de açúcar em Pernambuco colonial, pelo pintor Frans Post. Acervo do Instituto Ricardo Brennand, Recife.

A ocupação territorial propriamente dita veio com os primeiros engenhos de cana-de-açúcar, que surgiram no Brasil antes de 1520, e rapidamente se espalharam por todos os pontos do litoral habitados por portugueses, mas concentrando-se nas terras de massapê do Nordeste e no recôncavo baiano. Meio século depois, a produção já havia crescido tanto que o açúcar brasileiro já era o principal produto no mercado internacional.
Nos primeiros dois séculos de colonização (XVI – XVII), relativamente poucos portugueses migraram para o Brasil, não mais que cem mil. Em meados do século XVI, Portugal tinha uma população bastante pequena, de somente 1,5 milhão de habitantes, e os portugueses estavam empenhados em povoar as ilhas atlânticas e em se expandir da África à Ásia, havendo pouco excedente populacional exportável. Ademais, a produção do açúcar no Brasil não era atrativa para os portugueses comuns, uma vez que o estabelecimento de um engenho exigia altos investimentos, com os quais apenas os mais abastados tinham condições de arcar. O Brasil era pouco atrativo para os portugueses mais pobres, pois não era do interesse dos camponeses europeus se submeterem ao trabalho massacrante nos engenhos de açúcar, trabalho este que acabou sendo exercido largamente por escravos.

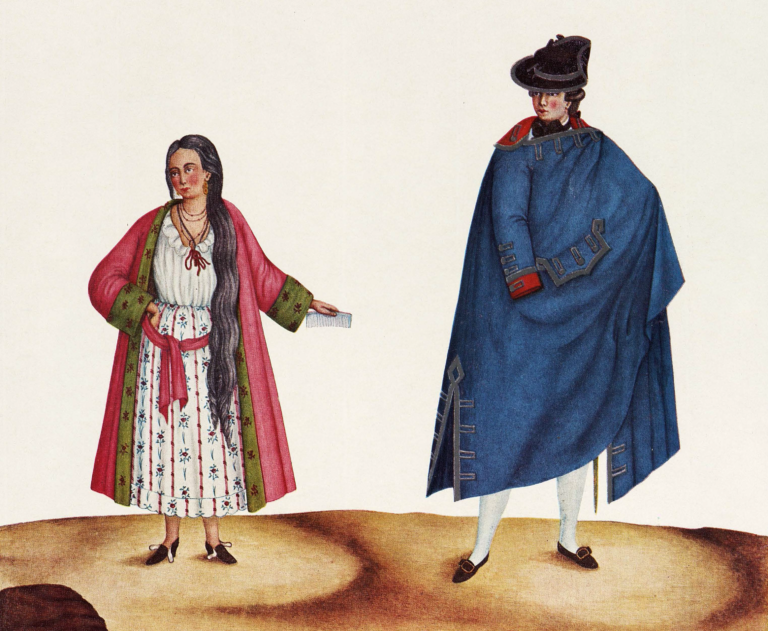
Mulher e homem do Brasil colonial. Até o século XIX, a população de origem europeia no Brasil era basicamente portuguesa, uma vez que a entrada de outros povos no Brasil era proibida ou limitada pelo governo luso (obra de Carlos Julião).

Na região açucareira do Nordeste, entre os senhores e seus escravos, havia uma classe intermediária de pessoas livres composta de agregados e de lavradores de cana, que formavam um mundo social que girava em torno do engenho. Como havia pouco espaço para a mão de obra livre e a rigidez do trabalho nos engenhos de açúcar era insuportável, os brancos pobres e seus filhos mestiços começaram a adentrar o Sertão, onde se convertiam em criadores de gado, se mestiçando com as populações indígenas que encontravam pelo caminho, dando origem aos vaqueiros e sertanejos que povoaram o semiárido brasileiro. No centro-sul, os portugueses mais pobres também foram adentrando o interior, ali também se mestiçando com as mulheres indígenas, e se estabeleceram na região que hoje é o estado de São Paulo. De lá, penetravam o interior da colônia em gigantescas expedições, denominadas entradas e bandeiras, formadas por um punhado de brancos, algumas centenas de mamelucos (filhos de portugueses com indígenas) e milhares de indígenas aliados, com o objetivo de capturar indígenas como escravos e de encontrar pedras preciosas.
| Estimativa da migração portuguesa para o Brasil-Colônia | Estimativa da migração portuguesa para o Brasil-Colônia | Estimativa da migração portuguesa para o Brasil-Colônia | Estimativa da migração portuguesa para o Brasil-Colônia | Estimativa da migração portuguesa para o Brasil-Colônia |
| ------------------------------------------------------- | ------------------------------------------------------- | ------------------------------------------------------- | ------------------------------------------------------- | ------------------------------------------------------- |
| Período                                                 | 1500-1700                                               | 1701-1760                                               | 1808-1817                                               |                                                         |
| Quantidade                                              | 100 000                                                 | 600 000                                                 | 24 000                                                  |                                                         |

Na década de 1690, bandeirantes paulistas finalmente encontraram ouro no atual estado de Minas Gerais, ao longo de uma linha que se estende entre as atuais Ouro Preto e Diamantina. A notícia se espalhou e o povoamento de Minas deu-se muito rapidamente. A riqueza advinda da mineração fez surgir uma sociedade urbana sofisticada e mais complexa que em qualquer outra região da colônia.Esse dinamismo urbano oferecia oportunidades para a mão de obra livre, porquanto, para além de uma classe senhorial de mineradores, também havia espaço para pequenos mineradores, comerciantes, militares, burocratas, ouvidores, contadores, fiscais e escrivães, artesãos e músicos. Para alimentar essa enorme população, também havia espaço para uma agricultura comercial diversificada, e essa atividade era ocupada pelos brancos mais pobres e pelos mulatos (filhos de portugueses com africanas) e negros livres.

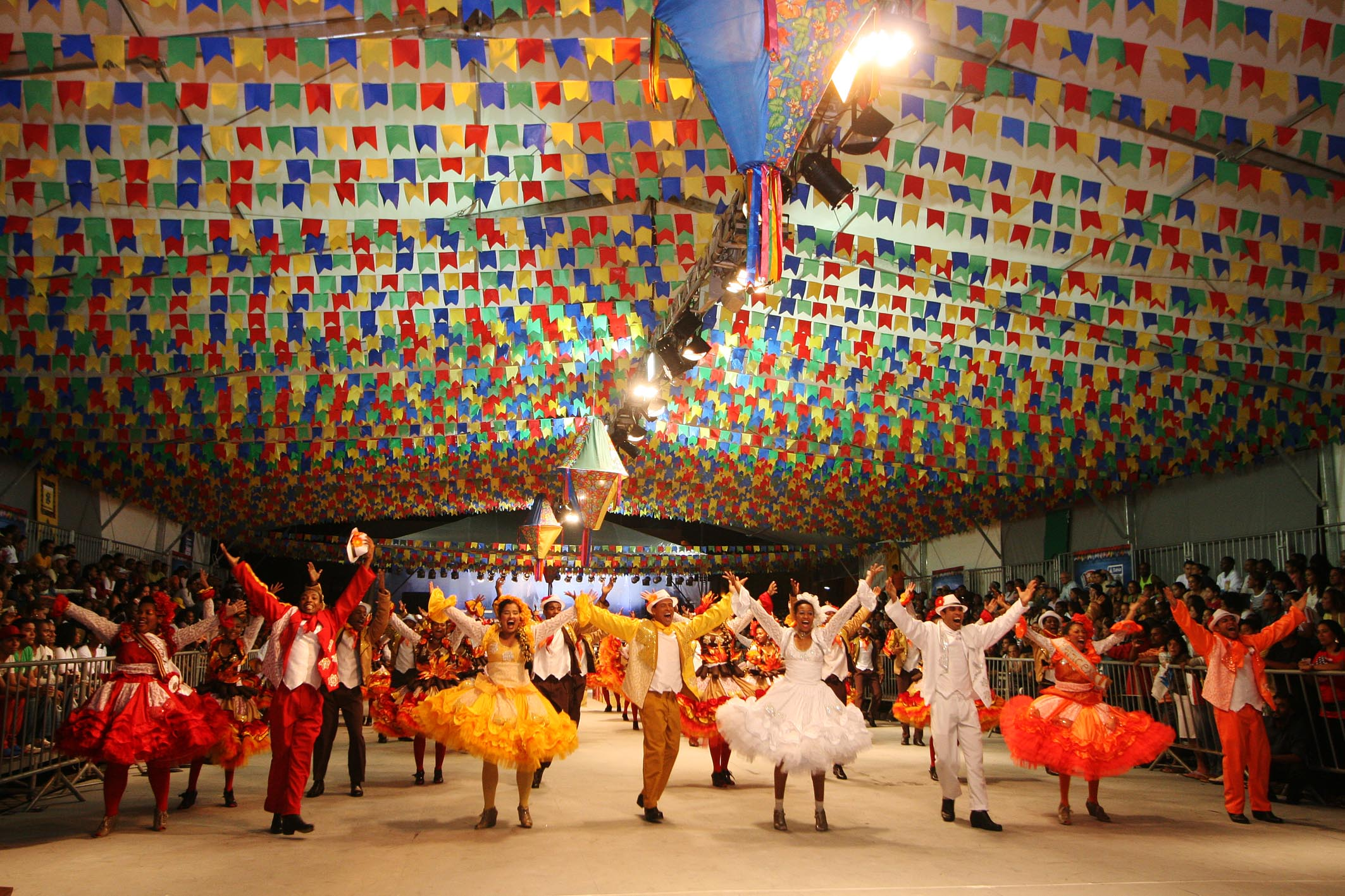
A Festa Junina é uma celebração católica, trazida pelos colonos portugueses, mas que no Brasil absorveu também influências indígenas, dando origem a uma das festas mais populares do país.

Se por um lado a sociedade mineira transformou-se num importante fator de atração, em Portugal havia um forte fator de expulsão, especialmente na província do Minho. No século XVIII, a produção de milho espalhou-se no Norte de Portugal, melhorando significativamente a alimentação da população e, consequentemente, gerou taxas de crescimento populacional relativamente elevadas. Como a economia no Norte de Portugal era baseada na pequena propriedade rural, o crescimento da população forçou muitos portugueses mais pobres do Minho a migrarem para o Brasil, de modo a não sobrecarregar a economia local. O surto migratório que se deu de portugueses do Minho em direção às áreas mineradoras da colônia foi tão intenso que Portugal teve de baixar três leis proibindo a migração de pessoas do Noroeste português para o Brasil, nos anos de 1709, 1711 e 1720. Em relação à lei editada em 1720, autoridades portuguesas afirmaram: "Tendo sido o mais povoado, o Minho hoje é um estado no qual não há pessoas suficientes para cultivar a terra ou prover para os habitantes".
Segundo dados do IBGE, 600 mil portugueses migraram para o Brasil, entre 1701 e 1760. Celso Furtado estimou, para todo o século XVIII, um número entre 300 e 500 mil portugueses. Maria Luiza Marcilio apontou um número intermediário: 400 mil. C. R. Boxer considerou esses números exagerados, que, para ele, seriam de 3 mil a 4 mil portugueses ao ano, no período mais movimentado da corrida do ouro. Após 1720, a imigração não teria superado 2 mil pessoas ao ano, devido à introdução do passaporte. De qualquer maneira, nunca haviam chegado tantos portugueses ao Brasil, até então.

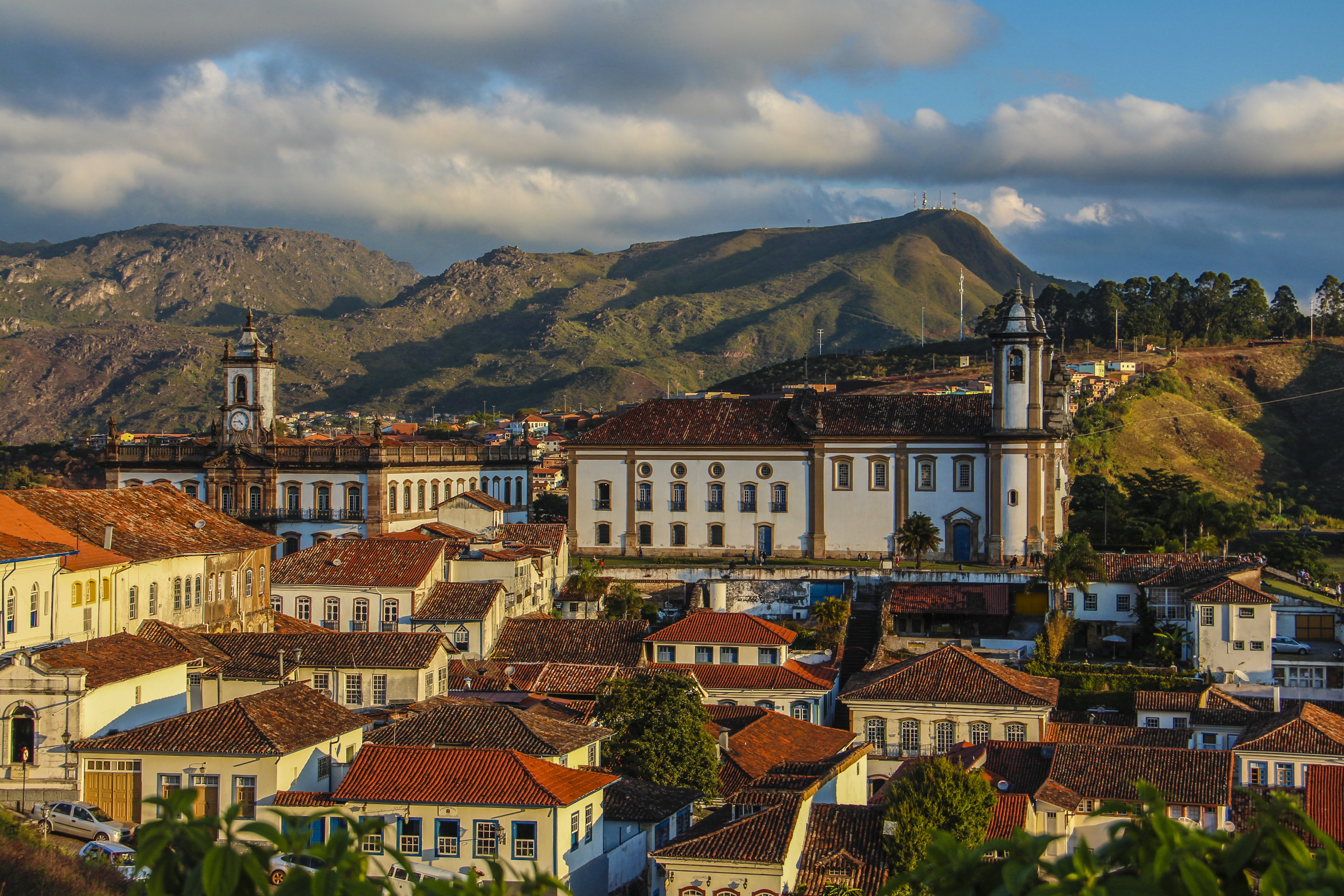
No Brasil, os portugueses deixaram sua influência na arquitetura de cidades históricas como Ouro Preto, em Minas Gerais, considerada Patrimônio Mundial pela UNESCO, desde 1980.

Mesmo sendo o Brasil uma colônia de exploração, Portugal sempre foi muito preocupado com o seu povoamento, para assegurar a posse do território. Afinal, não existe colônia de exploração sem que haja povoamento (princípio do “uti possidetis”). Essa tarefa não foi fácil, pois nos primeiros séculos de colonização, poucos portugueses estavam dispostos a se lançarem aos perigos do mar: de 1497 a 1612, dos 620 navios que saíram de Portugal pelo rio Tejo, 381 nunca mais regressaram. Naufrágios e acidentes não eram a exceção, eram a regra.
Para conseguir povoar o Brasil nos primeiros séculos, a Coroa portuguesa muitas vezes usou do degredo. Portugueses condenados por algum crime podiam receber como penitência serem degredados no Brasil. Uma outra forma de povoamento muito comum foi o envio de casais açorianos para regiões estratégicas do território colonial brasileiro. As ilhas dos Açores eram uma região mais pobre de Portugal e com excesso de habitantes. Em consequência, várias vezes o governo português recrutou grupos de açorianos e os enviou para regiões de fronteira. Como exemplo, em 1621, duzentos colonos dos Açores, aos quais se seguiram mais quarenta, foram enviados para repovoar o Maranhão, após uma epidemia de varíola ter dizimado parte da população local. Entre 1748 e 1754, em torno de 6 mil açorianos foram enviados para Santa Catarina e Rio Grande do Sul, para garantirem a posse portuguesa da região, historicamente disputada com a Espanha.

### Imigração forçada de africanos

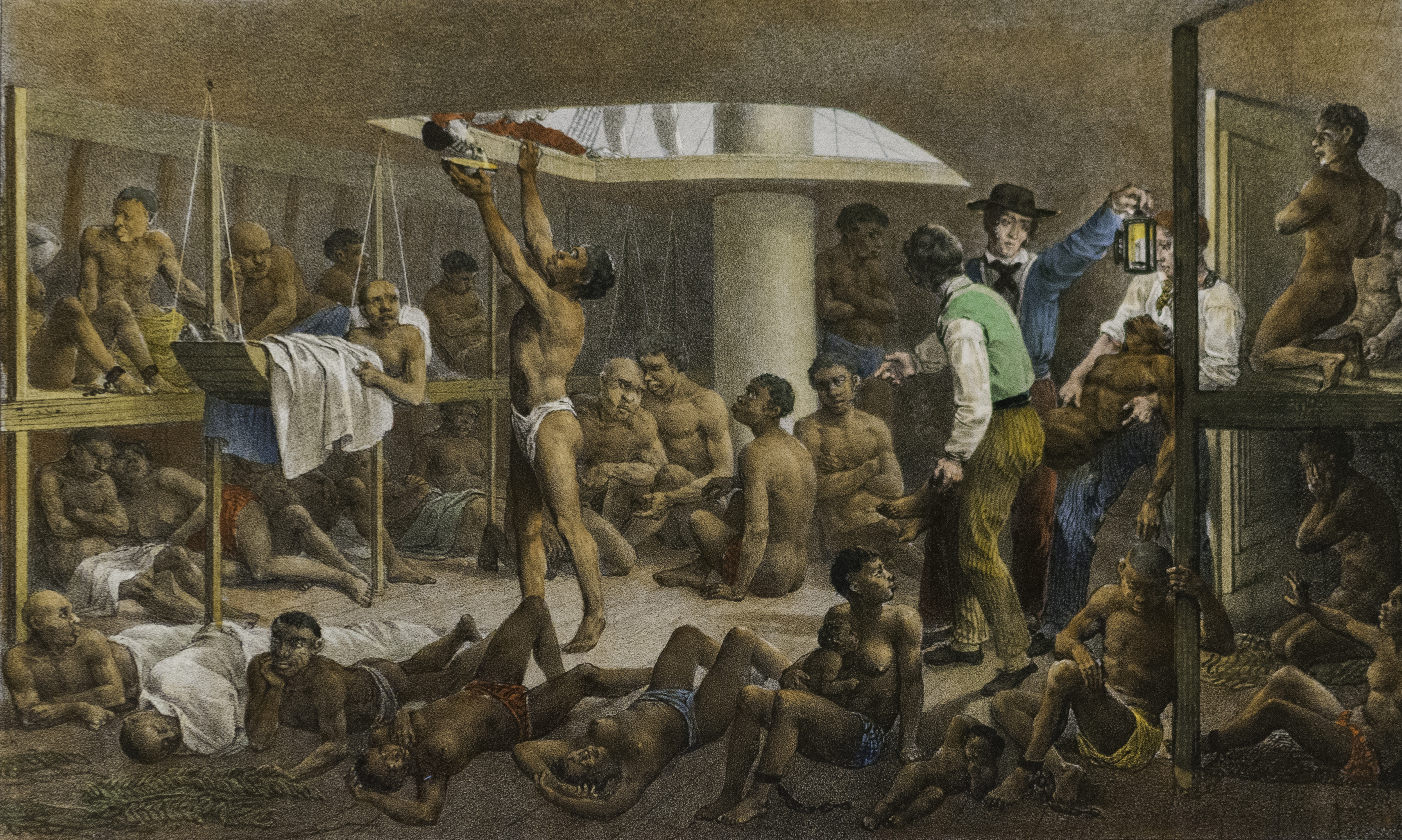
Escravos em um porão de embarcação.
Johann Moritz Rugendas, ca. 1810.

A escravidão era praticada dentro da África subsaariana muitos séculos antes da chegada dos europeus. Os escravos exerciam principalmente tarefas artesanais e domésticas.
A presença portuguesa na África subsaariana antecede pelo menos meio século a descoberta do Brasil. Inicialmente, o interesse dos portugueses na África não era em capturar escravos, mas em extrair ouro. Tudo mudou com a introdução da cultura da cana-de-açúcar em Cabo Verde, São Tomé e na Ilha da Madeira, no final do século XV, e posteriormente no Brasil. A partir de então, a imigração forçada de africanos cresceu.
Na primeira metade do século XVI, o número de africanos entrados no Brasil não excedia algumas centenas anuais; na próxima década alcançou mil e, já na década de 1580, 3 mil anualmente. A crescente eficácia dos traficantes, a segurança no suprimento de escravos e o declínio dos preços tornaram a África sinônimo de mão de obra a ser levada forçosamente para as Américas. Nas primeiras décadas de colonização, a mão de obra predominante no Brasil foi a indígena, inicialmente cooptada pelo cunhadismo, e posteriormente escravizada. Foi apenas na segunda metade do século XVI que a mão de obra africana passou a predominar, mas não em todo o território colonial, pois nas áreas periféricas, como São Paulo, a mão de obra indígena predominou pelo menos até o século XVIII.
| Entrada de escravos africanos no Brasil | Entrada de escravos africanos no Brasil | Entrada de escravos africanos no Brasil | Entrada de escravos africanos no Brasil | Entrada de escravos africanos no Brasil |
| --------------------------------------- | --------------------------------------- | --------------------------------------- | --------------------------------------- | --------------------------------------- |
| Período                                 | 1500-1700                               | 1701-1760                               | 1761-1829                               | 1830-1855                               |
| Quantidade                              | 510 000                                 | 958 000                                 | 1 720 000                               | 618 000                                 |

A operação na África iniciava-se com o aprisionamento em guerra ou emboscada. Os raptos eram geralmente feitos por traficantes africanos e os europeus só tinham contato com os prisioneiros no momento do embarque no navio negreiro. Ao contrário do que se pensa, os escravos não eram capturados livremente pelos europeus. Os traficantes africanos impunham suas condições e os europeus tinham que trocar os escravos por tecidos, instrumentos agrícolas, pólvora, barras de metal, cachaça, rum e outras bebidas alcoólicas. Após dias ou meses amontados nos portos, onde se esperava a "carga humana" ser completada, os cativos eram colocados nos navios negreiros (ou tumbeiros); nos primeiros séculos, eram amontoados sob péssimas condições de salubridade, com alta mortalidade mas, a partir de 1700, a rotinização do tráfico reduziu gradativamente as mortes durante o trajeto, mas mesmo assim a taxa de óbitos se manteve em torno de 10%.

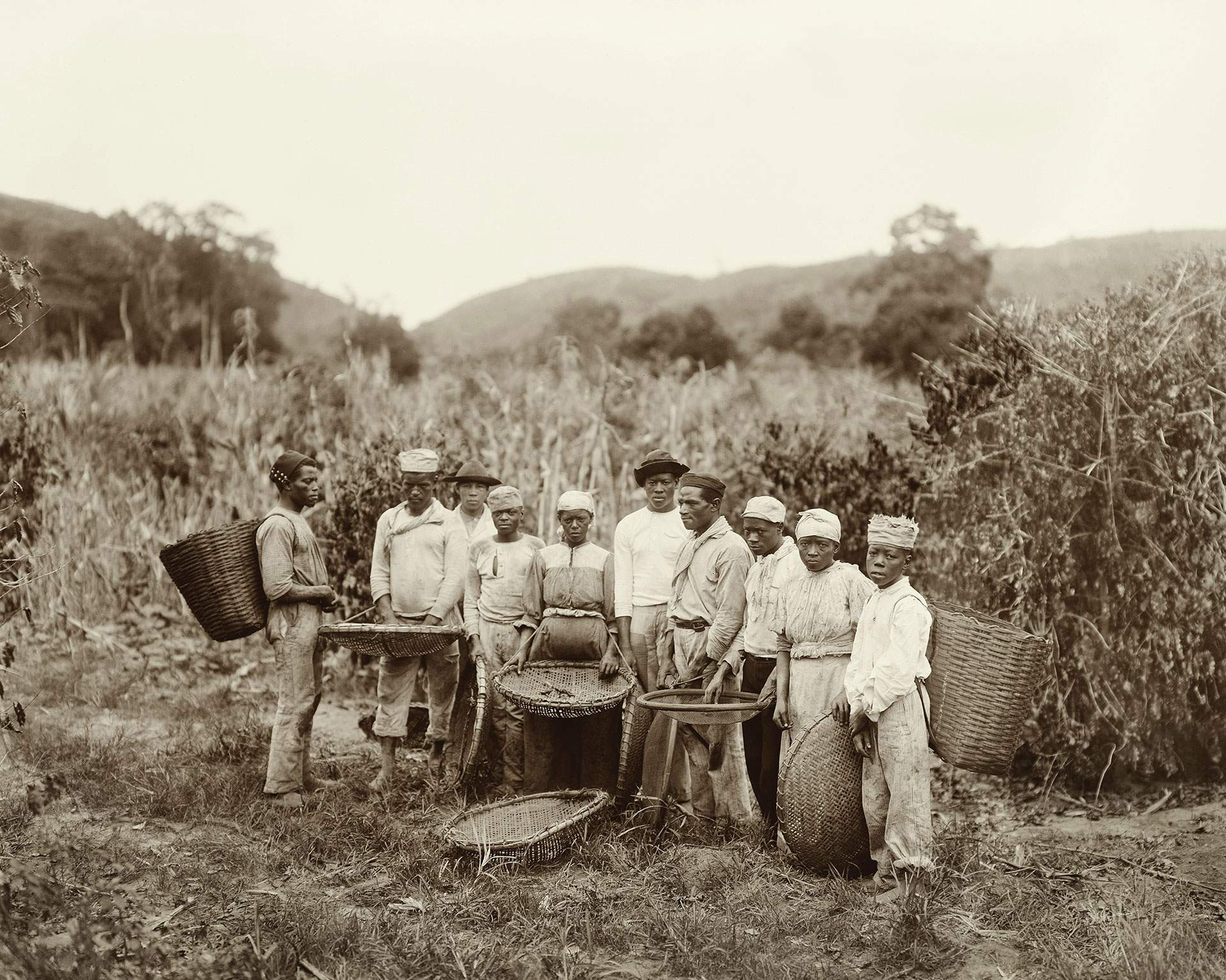
Um grupo de escravos fotografados numa fazenda de café brasileira, por Marc Ferrez (c.1882).

Para o Brasil, foram trazidos principalmente africanos das partes mais ao sul, predominantemente de Angola, enquanto que o sudeste da África e o Golfo do Benim desempenharam papéis secundários. Angola, Senegal, Congo, Costa da Mina e Golfo do Benim eram as regiões predominantes. No Brasil, havia uma política de misturar nas mesmas propriedades escravos de diferentes regiões da África, que falassem idiomas e tivessem culturas diferentes, de modo a dificultar a solidariedade e a possibilidade de rebeliões.
Os homens eram mais valorizados e constituíram a grande maioria dos que vieram. As crianças menores de catorze anos não passaram de 2% a 6% do total e, as mulheres, de 20% a 30%. A taxa de mortalidade dos escravos no Brasil era altíssima. O primeiro ano era o mais perigoso. Muitos escravos não tinham imunidade às doenças do Novo Mundo e, enfraquecidos após a travessia de navio, estavam mais suscetíveis a doenças oportunistas. Submetidos a péssimas condições de trabalho, a expectativa de vida do escravo no Brasil era de apenas 25 anos. A mortalidade infantil era ainda maior, devido a subnutrição e insalubridade. Não é de se surpreender que o crescimento vegetativo dos escravos no Brasil era negativo, ou seja, havia mais óbitos que nascimentos. As escravas tinham poucos filhos e, com a alta incidência de mortalidade infantil, a população escrava no Brasil não crescia naturalmente. Era necessário sempre estar substituindo os escravos mortos, e isso explica por que o Brasil importou tantos escravos (ao contrário dos Estados Unidos, onde o crescimento vegetativo dos escravos era positivo).
A maioria dos colonos portugueses no Brasil era de homens. Devido a esse desequilíbrio entre os sexos, frequentemente os homens brancos tomavam como amantes mulheres de origem indígena e africana, o que gerou uma extensa camada de mestiços na sociedade brasileira. No contexto da escravidão, os mulatos (filhos de branco com negra), de pele mais clara, tinham um status superior aos negros. Os mulatos eram geralmente escolhidos para as funções menos pesadas. Embora fossem somente 7% da população nos engenhos, os mulatos executavam 20% das tarefas artesanais e domésticas. Os africanos recém-chegados normalmente exerciam as tarefas mais pesadas na lavoura ou na mineração. Os recém-chegados eram chamados de "boçais", pois ainda não sabiam falar português e não entendiam a cultura. Tinham um status inferior aos negros "ladinos", africanos já aculturados na sociedade luso-brasileira, e aos "crioulos", negros já nascidos no Brasil. Os mulatos também estavam mais propensos a serem libertados que os negros.

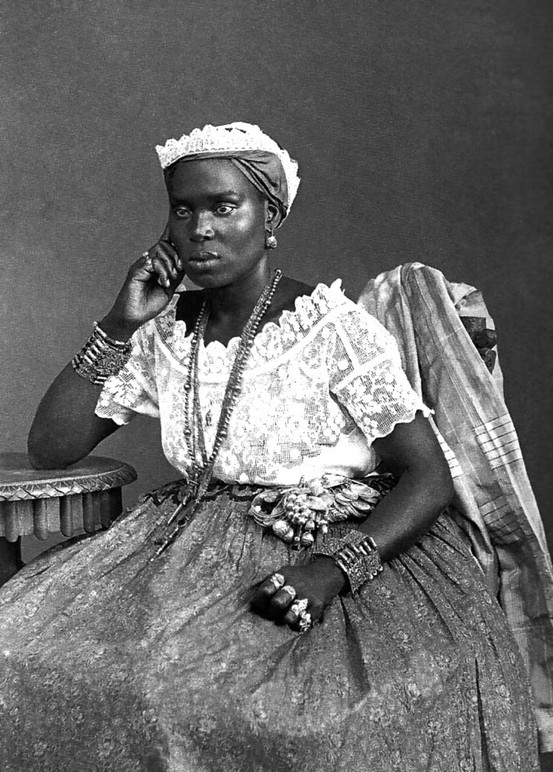
Mulher da Bahia, suntuosamente vestida: turbante, saia rodada, colares e joias de ouro e prata, balangandãs e pano da costa, no encosto da cadeira. Fotografada por Marc Ferrez (c.1885)

A escravidão no Brasil foi diferente, pois na sociedade brasileira os escravos tinham mais chances de alcançar a alforria. Mulheres, crianças, escravos especializados, de bom comportamento e mestiços tinham mais chances de serem libertados pelos seus donos. Os próprios escravos também podiam comprar sua liberdade, caso juntassem dinheiro para isso, ao exercerem atividades fora do horário de trabalho (os chamados escravos de ganho). Também era comum que o pai branco concedesse liberdade ao filho mulato durante o batismo da criança (se o pai fosse o proprietário da mãe).
Nem todos os africanos e descendentes viveram por gerações na escravidão. Devido às alforrias, grande parte da população livre brasileira era composta por negros e mestiços, principalmente a partir do século XIX. Ademais, muitos ex-escravos compravam escravos, e essa prática era considerada normal na época, uma vez que a condição para se ter um escravo era simplesmente ter dinheiro para comprá-lo.
A mão de obra escrava foi usada nos principais ciclos econômicos da economia brasileira: o açúcar, a mineração e o café. No meio urbano, os escravizados exerciam diversas outras tarefas: pintores, pedreiros, alfaiates, sapateiros e, as mulheres, domésticas, cozinheiras, lavadeiras, vendedoras de doces, etc.
Durante o século XIX, o Brasil optou por abolir a escravidão de forma gradual, por meio da edição de diversas leis. Após fortes pressões da Inglaterra, o tráfico de escravos para o Brasil foi abolido em 1831, pela Lei Feijó. Contudo, essa lei foi ignorada pela população (lei "para inglês ver"). Os ingleses intensificaram as pressões para que o Brasil abolisse o tráfico, culminando no Bill Aberdeen, o qual autorizava os britânicos a prender qualquer navio suspeito de transportar escravos no oceano Atlântico. Novamente, em 1850, o Parlamento brasileiro aboliu o tráfico, pela Lei Eusébio de Queirós, a qual se mostrou eficaz. Em 1871, foi aprovada a Lei do Ventre Livre, que concedia alforria às crianças nascidas de mulheres escravizadas; em 1880, foi aprovada a Lei dos Sexagenários, garantindo liberdade aos escravos com 60 anos de idade ou mais e, finalmente, em 1888, foi aprovada a Lei Áurea, que aboliu definitivamente a escravidão em território brasileiro.

## Imigração após a Independência

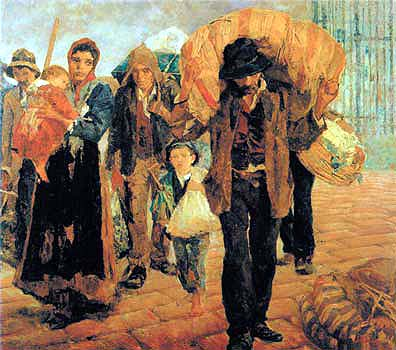
Os emigrantes, por Antonio Rocco (1910).

Durante os mais de três séculos de colonização, os portugueses aplicaram, a “ferro e fogo”, uma política de impedir que outros europeus viessem a se estabelecer no Brasil, por meio do fechamento dos portos e da destruição de qualquer embarcação estrangeira que tentasse ancorar em terras brasileiras. Franceses (Rio de Janeiro, 1555–60; Maranhão, 1612–15) e holandeses (Pernambuco, 1630-54) tentaram se estabelecer em parte do território brasileiro, porém foram efetivamente expulsos pelos portugueses, após poucos anos. Foi somente em 1808, com a abertura dos portos, que o governo português passou a admitir a entrada de outros povos no Brasil.
Excetuando os portugueses e alguns poucos estrangeiros que se tornaram súditos de Portugal, os primeiros imigrantes voluntários a vir para o Brasil, após a abertura dos portos, foram os chineses de Macau, que chegaram ao Rio de Janeiro, em 1808. Cerca de 300 chineses de Macau foram trazidos pelo governo do príncipe regente (futuro rei D. João VI) com o objetivo de introduzir o cultivo de chá no Brasil. Eles tiveram importante participação na aclimatação de plantas feitas pelo recém-criado Jardim Botânico do Rio de Janeiro.
Entretanto, a mão de obra livre de imigrantes estrangeiros ainda era considerada dispensável pelos grandes fazendeiros. Na primeira metade do século XIX ainda desembarcaram no Brasil cerca de um milhão e 300 mil africanos subsaarianos, certamente o maior grupo de imigrantes recebido neste período.
Após a independência em relação a Portugal, em 1822, os portugueses não deixaram de aportar no Brasil como imigrantes. De fato, de 1820 a 1963, os portugueses continuaram sendo a nacionalidade que mais imigrou para o Brasil, com exceção do período entre 1877 e 1903, quando foram ultrapassados pelos italianos. A linha do tempo abaixo resume os fluxos migratórios recebidos pelo Brasil, entre 1820 e 1963:
1. 1820–1876: pequeno número de imigrantes (entre 10.000 e 20.000 por ano), predominância de portugueses (45,73%), com número significativo de alemães (12,97%);
2. 1877–1903: grande número de imigrantes (cerca de 71.000 por ano), predominância de italianos (58,49%);
3. 1904–1930: grande número de imigrantes (cerca de 79.000 por ano), predominância de portugueses (36,97%);
4. 1931–1963: diminuição do número de imigrantes (cerca de 33.500 por ano), predominância de portugueses (38,45%).

Entre 1820 e 1876, 350.117 imigrantes entraram no Brasil. Destes, 45,73% eram portugueses, 35,74% de “outras nacionalidades”, 12,97% alemães, enquanto os italianos e espanhóis juntos não chegaram a 6%. Esse período foi marcado pela predominância da imigração portuguesa, principalmente para os centros urbanos, sobretudo o Rio de Janeiro, onde se dedicavam às ocupações urbanas. Esse período também foi marcado por uma significativa imigração alemã voltada para a colonização. No início do século XIX, o Brasil era pobre e isolado, sem indústrias, com pouco comércio e com problemas crônicos de desabastecimento de alimentos. A criação de colônias onde eram assentados imigrantes europeus foi uma política que visava diversificar a economia, garantir o abastecimento de alimentos, ocupar regiões estratégicas do território brasileiro, bem como "branquear" a população. Foram criadas colônias alemãs com ênfase nas províncias do Sul. Esse modelo de colonização também foi tentado em outras partes do Brasil, mas os parcos recursos gastos e a falta de organização geraram colônias que prontamente fracassaram.
De 1877 a 1903, chegaram ao Brasil quase dois milhões de imigrantes, dos quais mais da metade (58,49%) eram italianos. Esse período foi marcado pela continuação da imigração no Sul, mas agora com uma ênfase nos imigrantes italianos. Em 1875, o Rio Grande do Sul passou a oferecer ajuda financeira à imigração de italianos. A partir de 1886, o estado de São Paulo torna-se o principal destino da imigração italiana, no contexto de substituição da mão de obra escrava nas lavouras de café.
De 1904 a 1930, 2.142.781 imigrantes vieram para o Brasil. Os portugueses constituíram 38% das entradas, seguidos dos espanhóis com 22%. Depois da I Guerra Mundial, a imigração de pessoas de "outras nacionalidades" cresceu significativamente. Parte dessa categoria era composta por imigrantes da Polônia, Rússia e Romênia, que imigraram provavelmente por questões políticas, bem como por sírios e libaneses.
De 1931 a 1963, 1.106.404 imigrantes entraram no Brasil. Os portugueses continuaram a ser o grupo mais significativo, com 39,35%. A participação dos japoneses aumentou, passando a ser o segundo grupo mais importante, com 12,79%. Particularmente entre 1932 e 1935, os imigrantes do Japão constituíram 30% do total de admissões no Brasil. A imigração também se tornou um fenômeno mais urbano, com grande parte dos imigrantes indo para os centros urbanos brasileiros.
Entre 1820 e 1903, desembarcaram no Brasil cerca de um milhão e 140 mil italianos, 549 mil portugueses, 212 mil espanhóis e 89 mil alemães.
Entre 1904 e 1972, desembarcaram um milhão e 240 mil portugueses, 505 mil espanhóis, 484 mil italianos, 248 mil japoneses e 171 mil alemães.

### Regiões de origem e destino
Segundo o censo nacional de 1920, dos 1.565.961 imigrantes vivendo no Brasil, mais de 90% estavam concentrados nos estados das regiões Sudeste e Sul e mais de 70% estavam em apenas duas regiões: São Paulo e Rio de Janeiro. Os fatores de atração desses imigrantes foram:
- a imigração voltada para a colonização agrícola, principalmente no Sul, onde o acesso à pequena propriedade rural era facilitado, principalmente como forma de ocupar vazios demográficos e superar as constantes ameaças de desabastecimento de alimentos no Brasil;[48][88][89]
- a imigração como meio de substituição da mão de obra escrava nas plantações de café, que estavam se espalhando rapidamente na região Sudeste, principalmente em São Paulo, a partir da segunda metade do século XIX, e;[90][91][92]
- a imigração atraída pelo aumento do dinamismo urbano, principalmente no Sudeste, em grande parte atrelado ao excedente de riqueza produzida pela atividade cafeeira, dando margem para um incipiente processo de industrialização e de expansão do comércio e do setor de serviços.[93][94][95]

Esses três fatores de atração (colonização agrícola, substituição da mão de obra escrava na atividade cafeeira e aumento do dinamismo urbano) explicam a concentração da imigração nas regiões Sul e Sudeste. Obviamente que também houve imigração para outras regiões brasileiras, como por exemplo durante o efêmero ciclo da borracha na região amazônica, que atraiu para Belém e Manaus um número significativo de imigrantes, predominantemente portugueses. Porém, tratou-se em geral de uma imigração pouco significativa em termos numéricos e percentuais.
Por sua vez, os fatores de expulsão na Europa estão relacionados ao enorme crescimento populacional no continente, aliado à progressiva queda da mortalidade (fenômeno conhecido como “transição demográfica”), o que exerceu pressão sobre o setor agrícola. Essas mudanças dificultaram o acesso à terra pelas populações camponesas, porquanto aumentou o número de pessoas que tinham que sobreviver da produção de um mesmo lote de terra. Assim, milhões de europeus passaram a migrar para outros países. Os imigrantes do Norte da Europa preferiam ir para os Estados Unidos, enquanto a América Latina atraiu principalmente imigrantes do Sul da Europa. Segundo o censo nacional de 1920, 77,34% dos imigrantes no Brasil eram provenientes de apenas três países: Itália (35,66%), Portugal (27,69%) e Espanha (13,99%), seguidos de alemães (3,38%) e japoneses (1,79%). Os imigrantes não europeus eram basicamente oriundos do Japão, Síria, Líbano e países limítrofes sul-americanos.
Os imigrantes cuja passagem de navio fora subsidiada pelo governo brasileiro ou que foram atraídos pelas companhias de colonização não tinham muita liberdade de escolher o seu destino, visto que já vinham recrutados para o trabalho rural, seja nas plantações de café, seja nas colônias agrícolas. Por sua vez, os imigrantes espontâneos tinham maior liberdade de escolher para onde queriam ir, e muitos deles acabavam se instalando nos centros urbanos. Assim, cada nacionalidade ou grupo regional acabou se concentrando em regiões diferentes, pesando aqui a forma como chegaram ao Brasil (se dirigidos ou espontâneos), bem como as predileções de cada grupo.
- Iam principalmente para os centros urbanos: portugueses, italianos do Sul, espanhóis da Galiza, sírios, libaneses e judeus.[98][99][103][104][105][106]

- Iam principalmente para o meio rural: alemães, italianos do Norte, espanhóis da Andaluzia, japoneses e poloneses.[14][107][108][109][110][111]

Em Portugal, o comércio era visto como o meio mais eficaz de enriquecimento para quem emigrava, portanto os portugueses preferiam ir para as cidades. Esse também era o caso dos judeus: segundo o censo de 1940, 74,3% dos imigrantes judeus estavam concentrados em apenas três capitais: São Paulo, Rio de Janeiro e Porto Alegre. Os italianos do Vêneto iam para o interior, pois queriam se tornar proprietários rurais; já para os imigrantes do Sul da Itália, as zonas rurais remetiam à miséria e ao desemprego que viviam na Itália, portanto evitavam ao máximo ter que se empregar como trabalhadores rurais, preferindo rumar para as cidades ou se empregar como camaradas nas fazendas de café. No caso dos espanhóis, a imigração oriunda da Andaluzia foi fortemente subsidiada, portanto os andaluzes já chegavam recrutados para trabalhar nas fazendas de café, ao passo que a imigração oriunda da Galiza foi predominantemente espontânea, e os galegos preferiam ir para as cidades.

### Imigração europeia voltada para a colonização agrícola

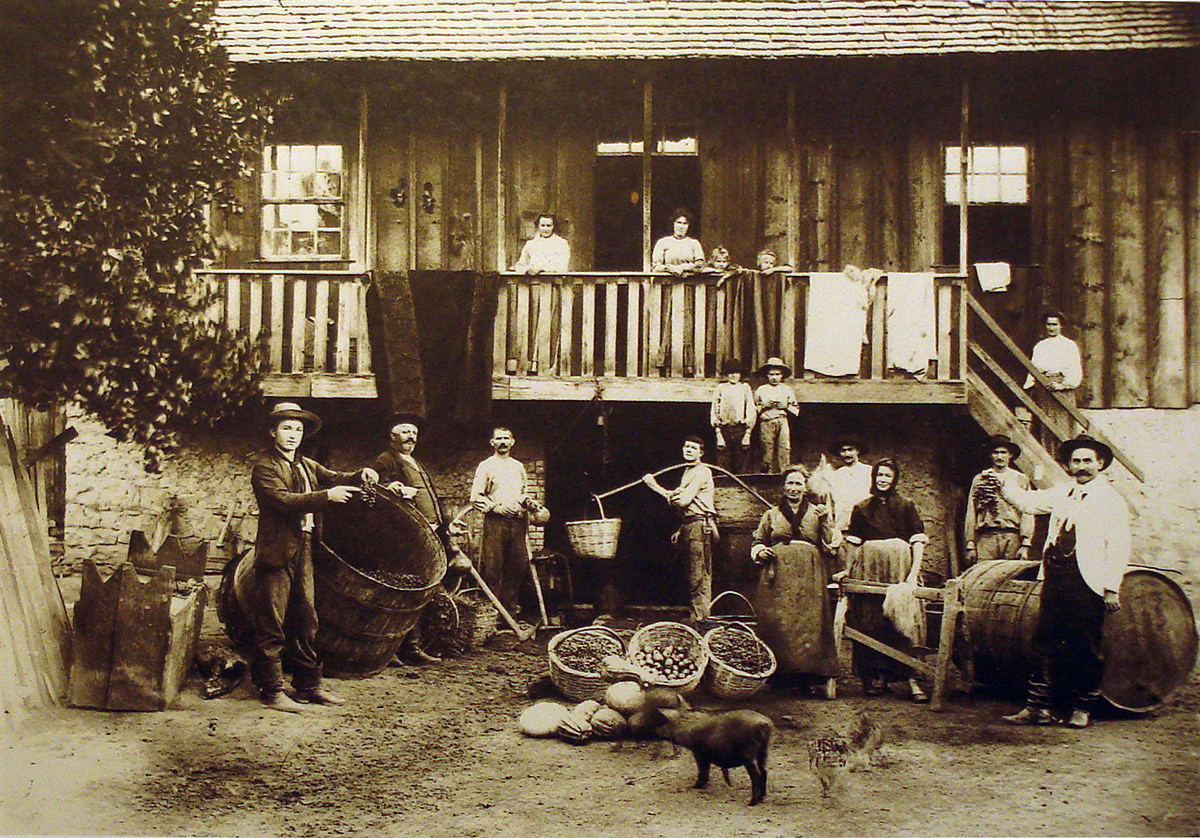
Colonos italianos expõem seus produtos em Caxias do Sul, em 1904.

No início do século XIX, teve início a imigração voltada para a colonização agrícola. Essa imigração tinha como propósito difundir a pequena propriedade familiar no Brasil, sob um modelo distinto da grande propriedade escravista, bem como promover o povoamento de terras públicas consideradas "vazias", muito embora, em muitos casos, essas terras fossem ocupadas pelos povos indígenas e nacionais. Para isso, o governo brasileiro passou a incentivar a vinda de imigrantes, que recebiam de graça um lote de terra para o cultivo - posteriormente, os imigrantes passaram a ter que comprar as terras, que poderiam ser pagas em várias prestações. Os imigrantes escolhidos para esse projeto foram essencialmente europeus, pois essa imigração também estava voltada a um projeto de "civilizar" a sociedade brasileira, que na mentalidade da época estava vinculado à Europa. Esses imigrantes eram majoritariamente alemães, italianos e eslavos. Os alemães começaram a chegar em 1824, os poloneses em 1869, os italianos em 1875 e os ucranianos em 1891. Também chegaram grupos menores de outras partes da Europa.

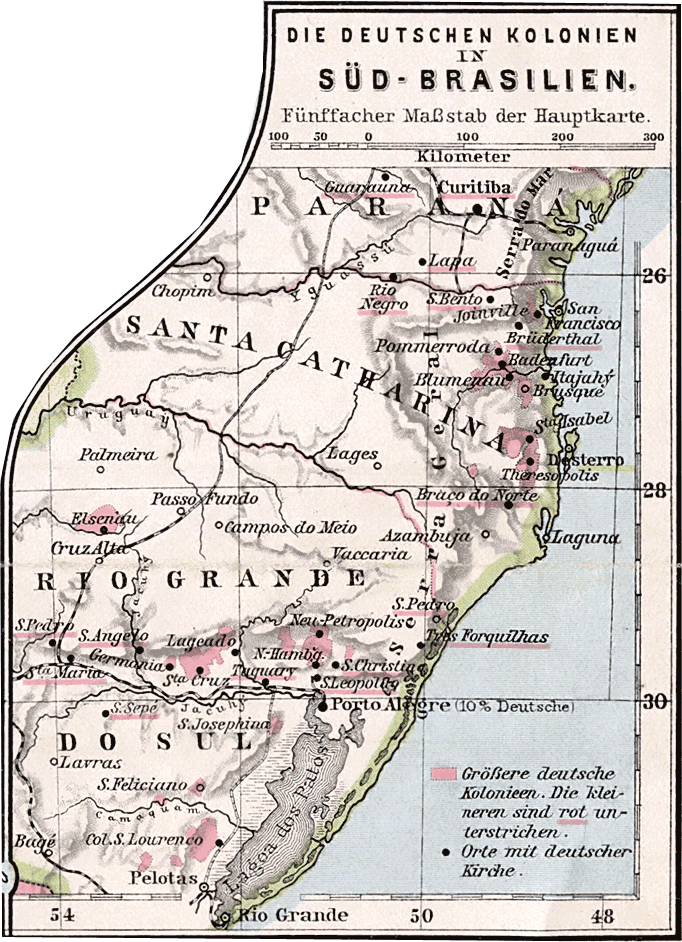
Mapa mostrando a dispersão das colônias alemãs no Sul do Brasil, em 1905.

A realização desse projeto não foi fácil, por diversos motivos. Primeiramente porque o Brasil tinha dificuldades de atrair imigrantes, pois a imagem do país na Europa do século XIX não era boa. O Brasil era visto como um país escravocrata e de clima quente, com problemas políticos, militares e econômicos. As péssimas condições que encontravam os estrangeiros no país repercutiam na Europa, desestimulando novas migrações. Ademais, a colonização agrícola era muito custosa para o governo brasileiro. Era necessário fazer propaganda na Europa para atrair imigrantes, arrendar navios, demarcar terras, construir abrigos provisórios para os colonos, dar a eles condições de subsistência enquanto a terra não fosse produtiva, etc. Via de regra, os imigrantes chegavam e suas terras ainda não haviam sido demarcadas, forçando-os a passarem os primeiros anos sob condições precárias, em ranchos improvisados, suscetíveis a doenças e atrasando o início
das plantações que garantiriam seu sustento.
Em decorrência, muitos imigrantes abandonavam os assentamentos. Das 96 colônias criadas entre 1846 e 1860, 66 desapareceram sem deixar sinal. Dada essa conjuntura, apenas a Região Sul conseguiu, com avanços e recuos, promover com êxito a colonização agrícola com imigrantes, pois nessa região, além das iniciativas do governo, também houve a ativa participação de particulares, como Hermann Blumenau, e de companhias de colonização, como a Sociedade Colonizadora Hamburguesa, formadas por acionistas que compravam terras devolutas e as revendiam aos colonos, o que resultou na ocupação de grande parte do Sul do país por esses imigrantes. Nas outras regiões brasileiras, onde a colonização agrícola ficou à mercê das ações do governo, as colônias em geral eram poucas e não deram certo.pg.19

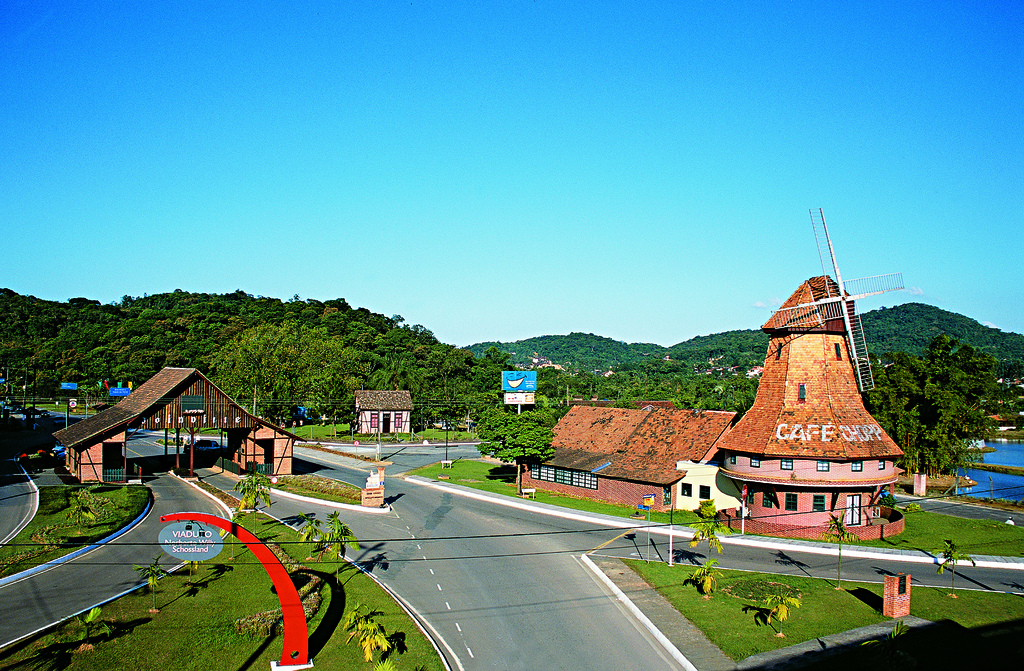
Arquitetura germânica em Joinville, Santa Catarina.

Não era do interesse dos grandes latifundiários brasileiros que houvesse um fluxo migratório exagerado para as colônias. As terras devolutas significavam fonte de renda e poder
para os políticos da época e muitos não tinham interesse que elas fossem ocupadas. A formação de novos núcleos coloniais dependia da autorização do Parlamento brasileiro, e os políticos, eles próprios muitas vezes cafeicultores, impunham obstáculos, visando garantir o fluxo da mão de obra imigrante para as fazendas de café. Nesse contexto, nunca houve uma imigração em massa para os núcleos coloniais. Em geral, cada núcleo recebia algumas centenas ou poucos milhares de imigrantes a cada ano, nada comparável aos centenas de milhares de imigrantes que foram dirigidos para trabalharem nas fazendas de café do Sudeste, a partir do final da década de 1880.pg.27
Apesar de todos os contratempos, os imigrantes que foram para as colônias receberam várias vantagens: acesso à propriedade agrícola, programas facilitados que incluíam transporte, casas provisórias e, frequentemente, auxílio pecuniário, apoio do governo ao longo do tempo e trabalho remunerado enquanto a agricultura não produzisse o sustento. Todas essas vantagens nunca foram dadas aos brasileiros em geral, nem tampouco aos imigrantes que foram trabalhar nas fazendas de café sob o sistema de parceria ou de colonato.

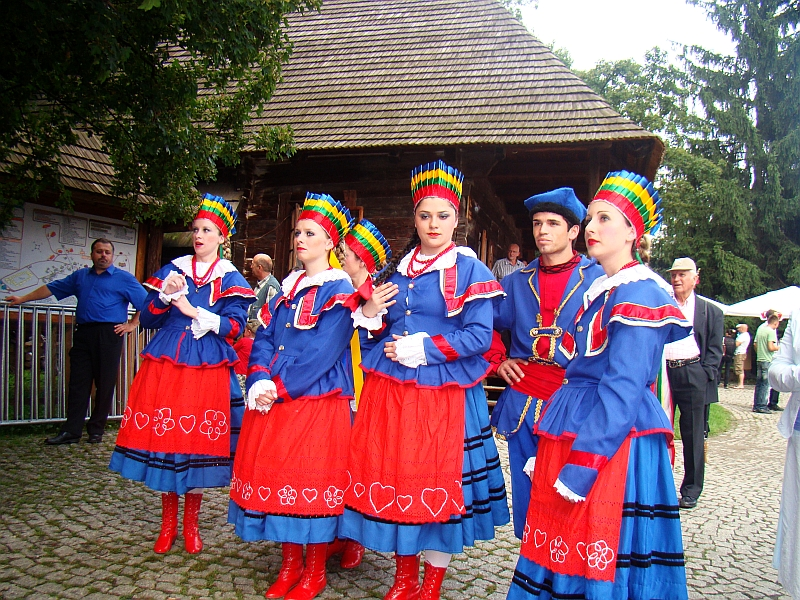
Descendentes de poloneses com trajes típicos, em Araucária, no Paraná. Nas regiões mais isoladas, os descendentes de imigrantes ainda preservam diversos hábitos que remetem à terra dos ancestrais, mesmo depois de várias gerações.

Após vencerem os desafios iniciais, os primeiros anos dos imigrantes resumiam-se ao trabalho árduo na pequena propriedade, de modo a produzir o suficiente para o sustento da família e a garantir um excedente produtivo que pudesse ser trocado ou comercializado. Também era necessário prover a colônia da infraestrutura que possibilitasse usufruir de maior comodidade e de uma vida social permanente. Assim, paulatinamente, começaram a surgir serrarias, olarias, moinhos e atafonas, casas comerciais, igrejas, escolas e salões. Como em geral cada etnia ficava concentrada numa colônia e muitas colônias surgiram em regiões de terras devolutas, isoladas de outros núcleos populacionais brasileiros, foram criados ali ambientes que perpetuaram os usos e costumes da terra de origem dos imigrantes. Os colonos continuaram a falar suas línguas natais e a preservar diversos hábitos que remetiam à terra natal, mesmo depois de várias gerações. Ainda hoje, nas colônias mais isoladas, os seus habitantes falam línguas e dialetos de origem germânica, italiana ou eslava (dependendo de onde vieram os povoadores). Todavia, em decorrência do rompimento do isolamento, nas últimas décadas, muitas dessas línguas estão em risco de extinção, principalmente entre as gerações mais jovens, que tendem a falar mais o português.
Muito embora essa imigração tenha sido voltada para a colonização agrícola, desde cedo observou-se a diversificação da economia local. Nas duas últimas décadas do século XIX, o aumento do desenvolvimento urbano em alguns núcleos coloniais (São Leopoldo, Blumenau, Joinville, Caxias do Sul etc) passou a atrair operários e artífices que ingressavam no mercado de trabalho urbano. O processo de industrialização acelerou-se após 1918 e permitiu a formação de uma classe operária em número apreciável em certas colônias de imigrantes. Essa transição da agricultura granjeira para a indústria artesanal foi possível devido ao conhecimento dos imigrantes de técnicas produtivas singelas, porém mais desenvolvidas que aquelas dominadas pelos brasileiros, além do bilinguismo, que proporcionava acesso às informações técnicas e permitia manter contatos na Europa, a fim de importar equipamentos e trabalhadores especializados.
De fato, muito embora os agricultores fossem o público-alvo da política imigratória brasileira, muitos dos imigrantes que chegavam não eram de origem rural, conforme se depreende da tabela abaixo, com dados dos imigrantes vindos da Alemanha:
| Rural        | 3.085 | 47,83% |
| Artesãos     | 1.284 | 19,91% |
| Comerciantes | 129   | 2,0%   |
| Ecônomos     | 159   | 2,47%  |
| Técnicos     | 177   | 2,75%  |
| Operários    | 1.297 | 20,11% |
| Outros       | 154   | 2,39%  |
| Sem registro | 165   | 2,56%  |
| Subtotal     | 6.450 | 100,0% |

### Substituição da mão de obra escrava no Sudeste

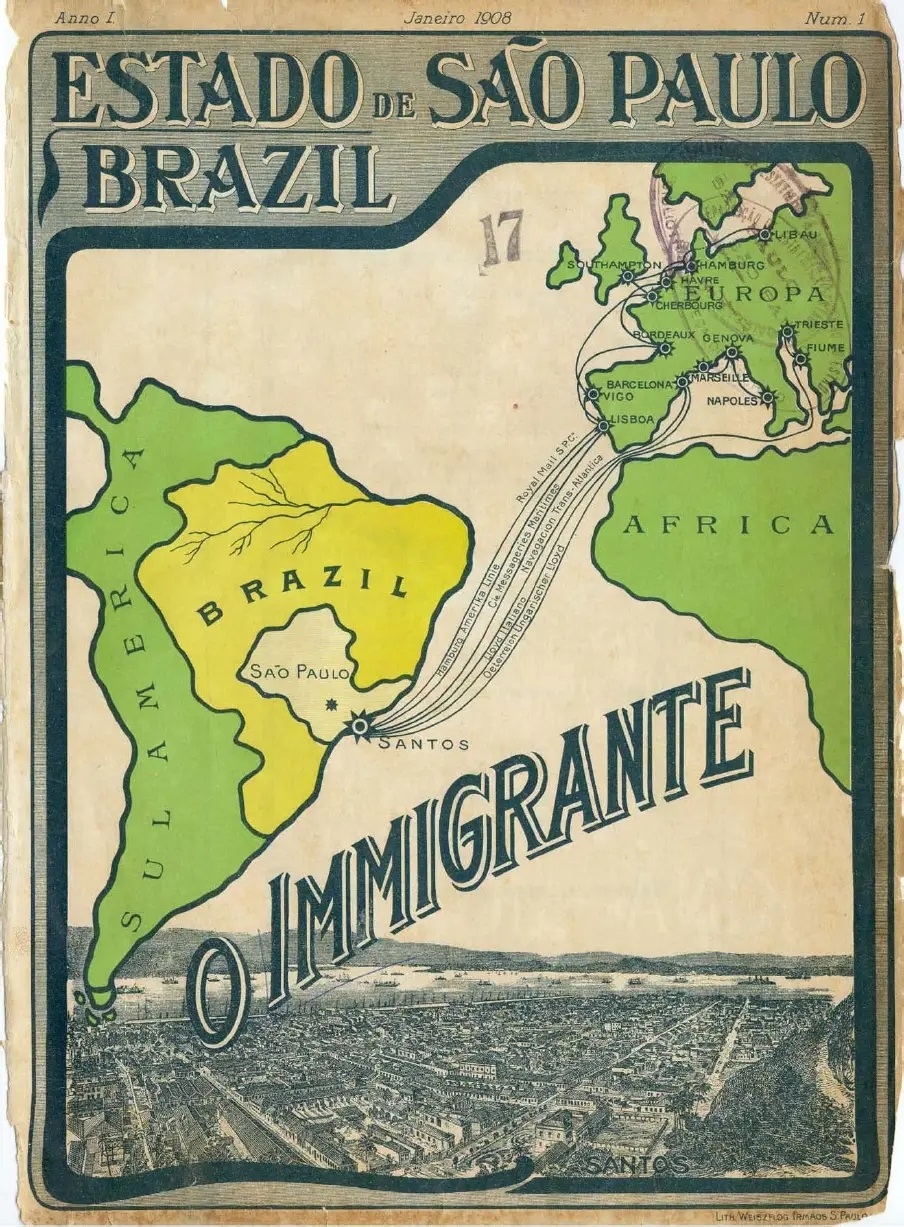
Capa da revista "O Imigrante", 1908

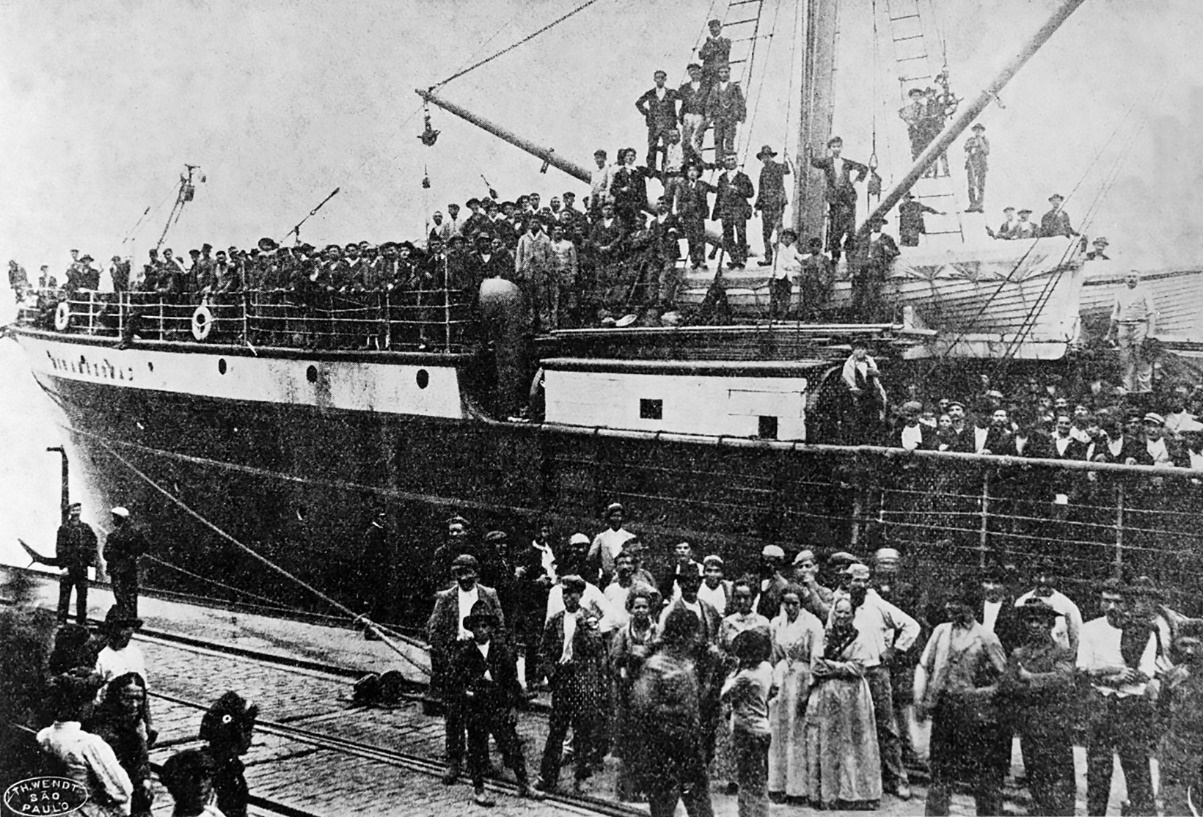
Navio com imigrantes italianos no porto de Santos (1907).

O momento mais importante da história da imigração no Brasil iniciou-se no fim do século XIX. Esse processo imigratório, incentivado pelo governo e pelos produtores de café, objetivava utilizar mão de obra estrangeira nas plantações de café, principalmente em São Paulo. Entre 1890 e 1929, entraram no Brasil 3.523.591 imigrantes, sendo que 2.033.654 foram para o estado de São Paulo (57% do total dos estrangeiros entrados no país).
Com a decadência do sistema escravista no fim do Império, o governo de São Paulo pôs em prática uma agressiva política de promoção da imigração, política essa que continuou durante a República Velha. São Paulo soube tirar proveito da riqueza oriunda da produção e da exportação de café para diversificar a sua força de trabalho, por meio da incorporação maciça de migrantes estrangeiros. Outros estados, como Minas Gerais, também tentaram implementar projeto semelhante, mas sem os mesmos bons resultados. O governo mineiro não tinha os mesmos recursos financeiros para financiar um projeto que tivesse competitividade com aquele adotado por São Paulo. Entre 1894 e 1907, a Hospedaria Horta Barbosa registrou a entrada de 52.582 imigrantes em Minas Gerais, o auge da imigração no estado. No Espírito Santo, os números foram ainda menores: entre 1891 e 1900, 23.093 imigrantes entraram nesse estado, também durante o auge da imigração. Em comparação, de 1890 a 1899, entraram no estado de São Paulo 735.076 imigrantes.

#### Por que não a mão de obra brasileira?
Durante a segunda metade do século XIX, a grande maioria da população brasileira era composta por pessoas livres. A porcentagem de escravizados oscilou de 21,66% da população, em 1854, a 5,23%, em 1887, conforme a tabela abaixo:
| População Livre e Escrava no Brasil | População Livre e Escrava no Brasil | População Livre e Escrava no Brasil | População Livre e Escrava no Brasil | População Livre e Escrava no Brasil | População Livre e Escrava no Brasil |
| Ano                                 | Livres                              | Percentagem                         | Escravos                            | Percentagem                         |                                     |
| ----------------------------------- | ----------------------------------- | ----------------------------------- | ----------------------------------- | ----------------------------------- | ----------------------------------- |
| 1854                                | 6.016.842                           | 78,34%                              | 1.663.110                           | 21,66%                              |                                     |
| 1872                                | 8.419.672                           | 84,79%                              | 1.510.806                           | 15,21%                              |                                     |
| 1887                                | 13.121.226                          | 94,77%                              | 723.418                             | 5,23%                               |                                     |

Muito embora os escravos fossem uma minoria da população, a sua mão de obra estava muito concentrada nas produções agrícolas mais lucrativas para a economia brasileira da época: o açúcar no Nordeste e o café no Sudeste. Segundo o censo de 1872, 81% da população da província de São Paulo era livre, mas apenas 7,5% da força de trabalho na atividade cafeeira também o era, na década de 1860.
A entrada de escravos africanos no Brasil foi extinta bruscamente em 1850, com a Lei Eusébio de Queirós. Porém, naquela altura, a produção de açúcar no Nordeste estava em declínio, enquanto as fazendas de café estavam em franca expansão no Sudeste. Em consequência, milhares de escravos foram transferidos do Nordeste para as fazendas de café do Sudeste, nas décadas seguintes.
Mesmo com a abolição do tráfico negreiro em 1850, o uso da mão de obra escrava nas fazendas de café do Sudeste continuava tecnologicamente satisfatório e lucrativo (a taxa de retorno com o investimento na compra de escravos pouco oscilou entre 1870 e 1881). Em 1881, os preços dos escravos (que refletiam a expectativa sobre o fim da escravatura) indicavam que a escravidão duraria no Brasil até 1910, porém seu fim ocorreu em 1888, o que demonstra que as pressões políticas do abolicionismo foram determinantes para o seu fim, e não uma ineficiência econômica dos escravos.
Com o avanço do movimento abolicionista, os cafeicultores perceberam que a escravidão seria abolida antes do que eles esperavam. Em 1878, dez anos antes da Abolição da Escravatura, o Congresso Agrícola realizado no Rio de Janeiro reuniu cafeicultores para discutir a questão da mão de obra. Optou-se por pressionar o governo a fim de facilitar a vinda de imigrantes europeus.
A classe dominante paulista passou a incentivar a entrada maciça de imigrantes europeus sob o argumento de que havia escassez de mão de obra com o fim da escravidão. Por muito tempo, a historiografia brasileira, de um modo geral, aceitou esse argumento sem fazer maiores questionamentos. Contudo, segundo o historiador Petrônio Domingues, não havia escassez de mão de obra na São Paulo de finais do século XIX. Domingues calculou que havia no Brasil, naquela época, cerca de 4 milhões de brasileiros ociosos, entre negros e não negros. Entre 1851 e 1900, entraram, no Brasil, 2 milhões de imigrantes, ou seja, metade do total de nacionais fora do mercado de trabalho. Não existiria, portanto, uma real necessidade de atrair esse contingente de imigrantes para o país, pois os próprios brasileiros poderiam ter suprido a demanda. Ele argumenta que, pautado somente pelo critério custo/benefício, teria sido mais vantajoso aos fazendeiros paulistas ter contratado trabalhadores vindos do Nordeste do Brasil que, quando requisitados, migraram em massa para trabalhar nos seringais da Amazônia, entre 1876 e 1914.
De fato, os dados de 1887, um ano antes da abolição da escravatura, mostram que havia abundância de mão de obra livre no Brasil, com 13.121.226 pessoas livres (94,77% da população) e 723.418 escravizados (5,23%). Todavia, diferentes autores explicam que muitos brasileiros, sejam livres, sejam ex-escravos, simplesmente não queriam ser empregados nas fazendas de café, pois consideravam ser "trabalho de escravo". Segundo Jorge Balán, "os trabalhadores livres ou os escravos libertos se recusavam a trabalhar como assalariados ao lado de escravos, preferindo a miséria à desqualificação social que isso implicava". De acordo com Emília Viotti da Costa, o trabalhador brasileiro "tinha acesso à terra, de onde retirava o necessário à sua subsistência e recusava-se a trabalhar regularmente nas fazendas. Só o faria se a isso fosse forçado". O antropólogo Darcy Ribeiro também explicou que, mesmo havendo no Brasil milhões de pessoas desocupadas, havia um estigma em trabalhar nas fazendas de café: "Mesmo depois de abolida a escravidão (1888), permanece esse critério valorativo, que considera humilhante o trabalho com horário marcado por toque de sino e dirigido por um capanga autoritário".

#### Por que a mão de obra europeia?

##### As primeiras tentativas e o fracasso da parceria
Em 1845, visando coibir o tráfico de escravos, o Reino Unido editou o Bill Aberdeen, o qual autorizava os britânicos a prender qualquer navio suspeito de transportar escravos no oceano Atlântico. Em consequência, trazer cativos da África para o Brasil ficou cada vez mais arriscado e caro. Em 1850, o Parlamento brasileiro aprovou a Lei Eusébio de Queirós, a qual proibiu a entrada de escravos no Brasil. Ainda nessa época, alguns poucos cafeicultores já começaram a procurar alternativas para substituir a mão de obra escrava nas suas propriedades, recorrendo à imigração de europeus.
Entre os anos de 1847 e 1857, foram feitas tentativas de introduzir a mão de obra livre nas fazendas de café, quando o senador Nicolau de Campos Vergueiro trouxe centenas de famílias de imigrantes europeus para trabalharem nas suas propriedades, no interior de São Paulo. Nessa fase, foi adotado o sistema de parceria, que funcionava da seguinte maneira: o fazendeiro pagava a passagem de navio do imigrante para o Brasil, mas este tinha que trabalhar de graça, por um determinado período, para reembolsar o valor da passagem. Ademais, qualquer despesa que o fazendeiro tivesse com a fixação e a subsistência do imigrante, como com moradia e alimentação, era convertida em uma dívida, com incidência de juros de 6% ao ano, podendo chegar a 12%. No fim, os imigrantes acabavam acumulando uma dívida impagável com o fazendeiro.
O sistema de parceria fracassou, porque não era eficiente, pois os imigrantes trabalhavam mal, ao se verem em uma situação de semiescravidão: endividados e sem receber pelo seu trabalho. Em 1856, imigrantes suíços revoltaram-se contra as deploráveis condições de trabalho nas fazendas de café, no episódio conhecido como Revolta de Ibicaba. Essa revolta teve uma péssima repercussão na Europa, gerando uma crise diplomática entre o Império brasileiro e a Suíça. Em 1859, a Alemanha proibiu a imigração de seus cidadãos para o Brasil. Em decorrência do fracasso do sistema de parceria, o projeto foi abandonado e a mão de obra escrava continuou predominando nas fazendas de café, nas décadas seguintes.

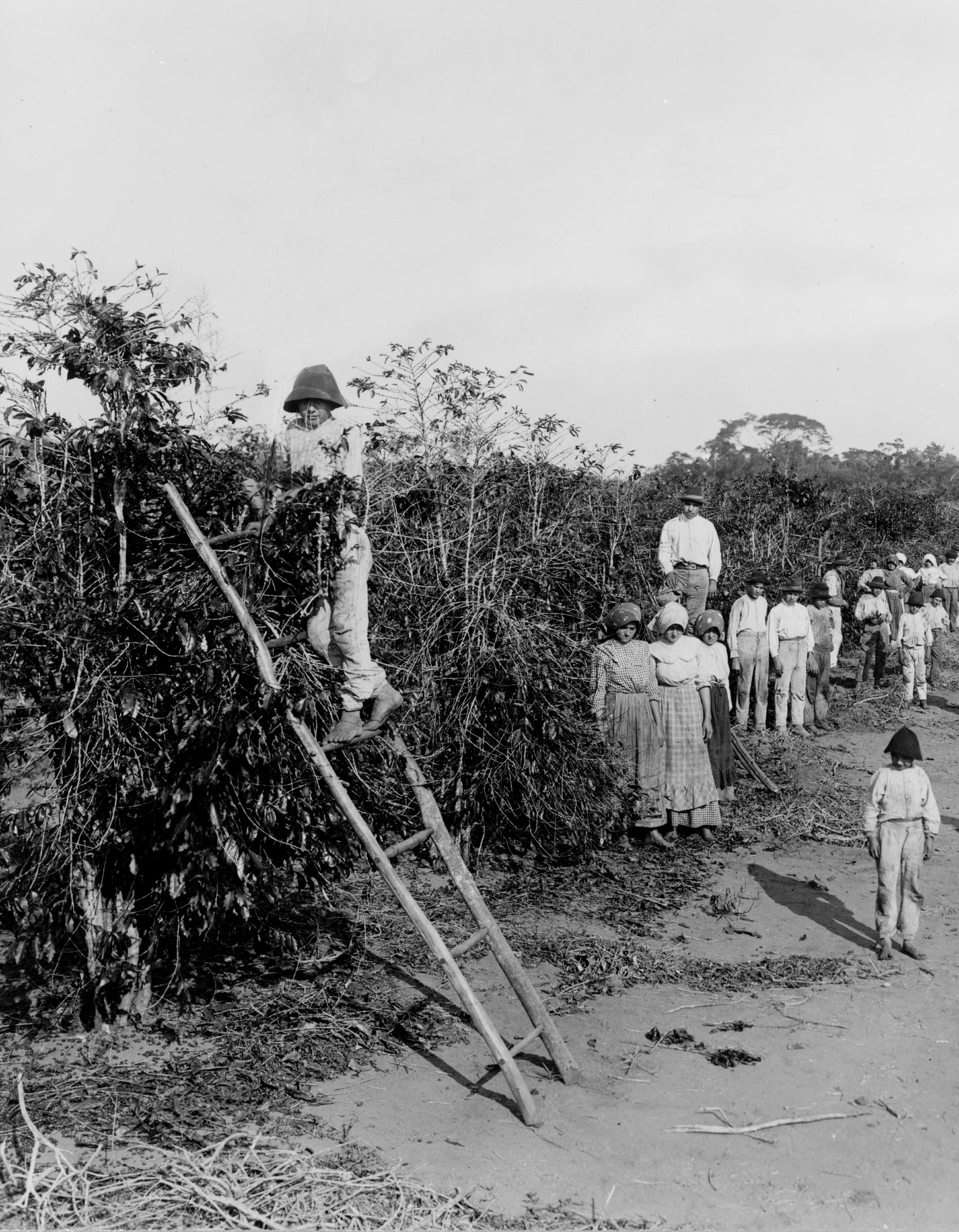
Imigrantes europeus trabalhando numa plantação de café no Brasil, no início do século XX. Note que a maioria é de crianças e elas estão descalças.

##### A eficiência da imigração subsidiada e do colonato
Desde 1871, com a aprovação da Lei do Ventre Livre, a qual concedia alforria às crianças nascidas de mulheres escravizadas, ficou óbvio que a escravidão no Brasil estava com os dias contados. Essa Lei deixou os proprietários de escravos de "sobreaviso", pois já sabiam que, mais cedo ou mais tarde, teriam que buscar alternativas para substituir a mão de obra escrava.
Na década de 1880, com o avanço do movimento abolicionista na sociedade brasileira, os cafeicultores perceberam que a abolição da escravatura ocorreria nos próximos anos. A partir de 1881, cresceu o pessimismo dos proprietários sobre o futuro do escravismo e o preço dos escravos despencou no mercado. Ao mesmo tempo, pululavam os debates públicos sobre como substituir a mão de obra escrava nas fazendas de café, produto este que representava mais de 60% da pauta de exportações brasileiras, na década de 1880.
A população livre brasileira, incluindo os ex-escravos, estava dispersa no extenso território nacional, muitas vezes sobrevivendo de forma precária da agricultura de subsistência. Mesmo assim, muitos brasileiros se negavam a trabalhar nas fazendas de café, pois esse ofício era estigmatizado como "trabalho de escravo". Ao mesmo tempo, as fazendas de café expandiam-se rapidamente pela região Sudeste, necessitando de um número cada vez maior de trabalhadores, tornando-se urgente encontrar uma solução para a crise na mão de obra. Assim, pareceu mais viável estimular a vinda de trabalhadores estrangeiros do que criar uma rede de migrações internas de brasileiros para os cafezais. No final do século XIX, milhões de europeus estavam dispostos a emigrar para outros países, para fugir dos problemas socioeconômicos que afligiam a Europa, o que estimulou uma maciça imigração europeia não apenas para o Brasil, mas para diversos outros países.
Dada essa conjuntura, optou-se pela atração de mão de obra estrangeira, sobretudo europeia, por meio de uma imigração significativamente subsidiada pelo governo federal e pelo estado de São Paulo, que pagavam a passagem de navio dos imigrantes. A imigração subsidiada foi essencial para a manutenção da economia cafeeira na primeira década após a abolição da escravatura. Muitos dos imigrantes que vinham por conta própria para o Brasil não iam trabalhar nas fazendas de café, pois eram artesãos ou trabalhadores industriais que se estabeleciam nos centros urbanos.
Por sua vez, os imigrantes subsidiados já vinham recrutados para trabalhar com o café. A seleção era rigorosa: apenas famílias tinham direito ao subsídio, somente adultos recebiam a passagem integral e dava-se preferência a pessoas em idade de trabalhar. Ao chegarem pelo porto de Santos, quase todos os imigrantes subsidiados eram levados até a Hospedaria de Imigrantes, construída em 1886, onde ficavam alojados e recebiam a visita de fazendeiros à procura de trabalhadores. A Hospedaria funcionava como uma espécie de "prisão", de onde os imigrantes só tinham autorização para sair após terem assinado um contrato de trabalho com algum fazendeiro. A Hospedaria tinha capacidade para abrigar até quatro mil pessoas, mas chegou a receber dez mil de uma só vez, e os imigrantes eram muitas vezes "tratados como gado", e alguns até passavam fome, devido à ausência de fornecimento de alimentação. Após assinarem um contrato de trabalho com um fazendeiro, os imigrantes eram liberados da Hospedaria e eram conduzidos até uma linha de trem, que os levava para as regiões de cafezais do Oeste Paulista. Esse mecanismo garantiu um fluxo quase que incessante de mão de obra para as fazendas de café.

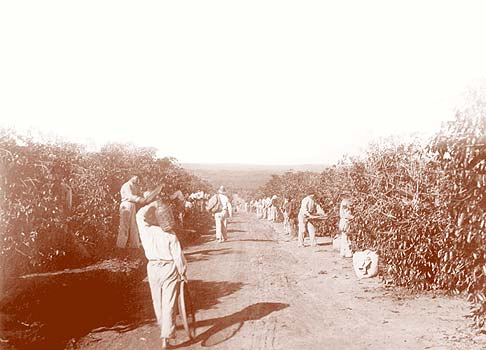
Italianos trabalhando numa fazenda de café no Brasil

Em substituição ao fracassado sistema de parceria, a partir da década de 1880, passou-se a adotar o sistema de colonato, o qual se mostrou muito mais eficiente. No colonato, os imigrantes não ficavam mais endividados devido aos gastos com a passagem de navio e com as demais despesas da fazenda, como ocorria na parceria. Por esse novo sistema, os imigrantes comprometiam-se com o plantio, o cuidado e a colheita do café e, em troca, o fazendeiro lhes pagava uma remuneração mista, composta por uma parte dos ganhos com a venda do café e por um salário fixo anual. Em alguns contratos, o fazendeiro também permitia que uma porção da fazenda fosse usada pelos imigrantes para produzir parte dos seus gêneros de subsistência, cujo excedente podia ser vendido em mercados próximos.
Apesar de as condições de trabalho nas fazendas de café terem sido geralmente bastante difíceis, os imigrantes submetiam-se a esse tipo de trabalho pois vinham para o Brasil com o sonho de fazer poupança. Assim, os imigrantes aceitavam reduzir seu padrão de vida por alguns anos, com o objetivo de acumular dinheiro suficiente para ter uma vida mais confortável no médio ou no longo prazo. Para alcançar esse objetivo, era necessário um esforço hercúleo de todos os membros da família, por meio do trabalho árduo e da contenção dos gastos. Todavia, a capacidade de fazer poupança não dependia somente do esforço dos imigrantes, pois havia outras variáveis em jogo, como o preço do café no mercado internacional; a inflação interna; o tamanho da família (quanto mais braços, especialmente masculinos, maiores as chances); a produtividade da terra; a existência de mercado próximo para a venda do excedente; a obtenção da remuneração em dia; estar livre de multas; não precisar gastar com médicos e remédios etc.

Após alguns anos de trabalho na fazenda, algumas famílias de imigrantes conseguiam fazer poupança e libertavam-se do colonato. Com o dinheiro acumulado, compravam seu próprio lote de terra e tornavam-se proprietários rurais. Outros imigrantes preferiam migrar para as cidades e investir seu dinheiro em um pequeno negócio. Já outros optavam por retornar ao país de origem.
Do ponto de vista econômico, a imigração subsidiada foi vantajosa para São Paulo, porquanto os gastos estaduais com transporte de imigrantes foram muito pequenos em relação às receitas obtidas com as exportações de café. Entre 1892 e 1930, as receitas obtidas pelo estado com as exportações de café foram quase dez vezes maiores que suas despesas com transporte de imigrantes (ressaltando-se, contudo, que o governo federal também contribuiu com os gastos com a vinda desses imigrantes). Desse modo, os cafeicultores paulistas acabavam se tornando seus próprios avalistas em nível estadual, conforme se depreende da tabela abaixo:
| Receitas dos impostos do estado de São Paulo comparadas às receitas dos impostos de exportação sobre o café e às despesas com a imigração (valores em contos de réis) | Receitas dos impostos do estado de São Paulo comparadas às receitas dos impostos de exportação sobre o café e às despesas com a imigração (valores em contos de réis) | Receitas dos impostos do estado de São Paulo comparadas às receitas dos impostos de exportação sobre o café e às despesas com a imigração (valores em contos de réis) | Receitas dos impostos do estado de São Paulo comparadas às receitas dos impostos de exportação sobre o café e às despesas com a imigração (valores em contos de réis) | Receitas dos impostos do estado de São Paulo comparadas às receitas dos impostos de exportação sobre o café e às despesas com a imigração (valores em contos de réis) | Receitas dos impostos do estado de São Paulo comparadas às receitas dos impostos de exportação sobre o café e às despesas com a imigração (valores em contos de réis) |
| Período | Receita total dos impostos | Receita dos impostos sobre a exportação de café | Participação das receitas do café na receita total | Despesas do estado com programas de imigração | Proporção das despesas com imigração na receita total |
| --- | --- | --- | --- | --- | --- |
| 1892-1930 | 3.304.988 | 1.650.151 | 50% | 172.442 | 5,2% |

A imigração subsidiada predominou em São Paulo até meados da década de 1900, quando a maioria dos que chegaram passou a ser de imigrantes espontâneos:
| 1890-1899 | 735.076 | 596.004 | 81% |
| 1900-1909 | 388.708 | 164.384 | 42% |
| 1910-1919 | 480.509 | 186.383 | 39% |
| 1920-1930 | 752.080 | 181.732 | 24% |

O fomento imigracionista surgia não apenas como solução para resolver a escassez de mão de obra na agricultura, mas também para proporcionar o branqueamento da população brasileira com a entrada maciça de brancos europeus no país. Para justificar a importação em massa da força de trabalho europeia, a classe dominante difundia a ideia de que os europeus eram culturalmente superiores aos brasileiros. A imagem fabricada de um imigrante europeu culto, exímio profissional, qualificado para exercer qualquer serviço na agricultura ou na indústria, ao lado da imagem do brasileiro e, sobretudo, do negro, como um imprestável responsável pelo atraso do país, servia para legitimar a atração do branco europeu.

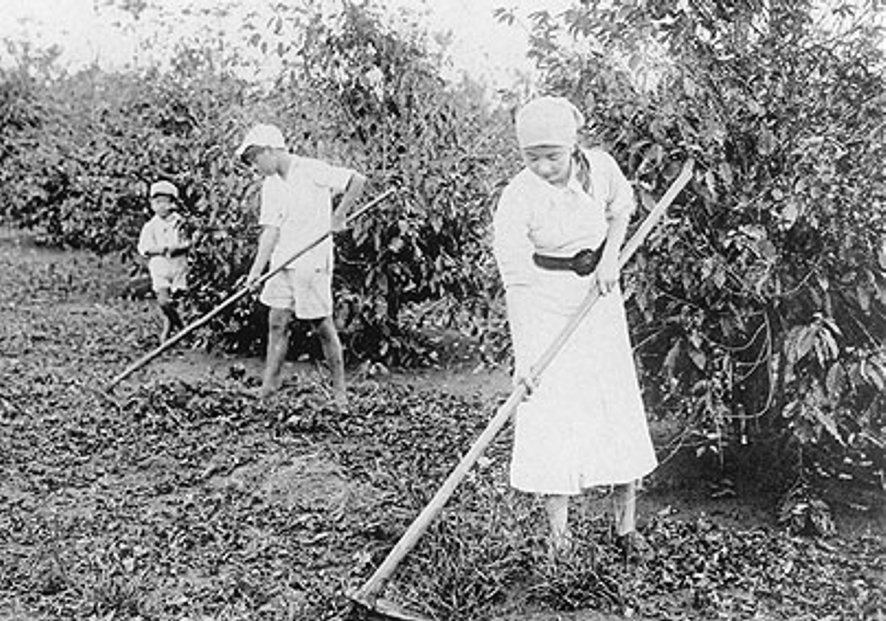
Imigrantes japoneses trabalhando numa fazenda de café no Brasil, por volta de 1930

Contudo, o projeto do branqueamento foi um elemento secundário da política imigratória brasileira. O objetivo principal da imigração era garantir que as fazendas de café não fossem prejudicadas pela escassez de mão de obra, haja vista que a saúde financeira do Estado brasileiro dependia significativamente das exportações de café, além do fato de que os cafeicultores detinham grande poder econômico e político na época. De fato, muitos produtores de café pouco importavam com a procedência nacional dos seus trabalhadores e a obsessão com imigrantes brancos nunca foi uma unanimidade no Brasil. Na década de 1890, chegou-se a ensaiar a vinda de imigrantes chineses para o Brasil, mas o projeto foi abandonado por dificuldades nas relações diplomáticas entre o Brasil e a China e o rompimento da guerra contra o Japão. Também havia grupos que defendiam a vinda de coolies e imigrantes indianos. Apesar do preconceito com os asiáticos existente no país, isso não impediu que imigrantes japoneses começassem a vir para o Brasil, a partir de 1908. Contudo, cerca de 80% da imigração para o Brasil nesse período foi oriunda da Europa mediterrânea, sobretudo italianos (35% do total), portugueses (28%) e espanhóis (14%), seguidos dos alemães (4%) e dos japoneses (3,5%). De qualquer maneira, a predominância de imigrantes europeus de fato aliava-se ao projeto de "branqueamento" da sociedade brasileira.
Não eram somente considerações de caráter étnico que estiveram por trás do estímulo à imigração europeia: a população brasileira era no geral muito pequena, para um território muito grande. Ademais, a vinda de mão de obra assalariada, assim se esperava, proporcionaria desenvolvimento às cidades e ao comércio, a geração de serviços de infraestrutura, com desenvolvimento para o país.
Nos anos antecedentes à abolição da escravatura (1888) até 1902, a imigração para o Brasil foi dominada pelos italianos. Isso não ocorreu porque os italianos eram os preferidos dos cafeicultores, mas sim pela junção de diferentes fatores econômicos. Entre 1880 e 1896, a Itália passou pela maior crise econômica da sua história, com um declínio das atividades agrícolas e industriais, e milhares de italianos passaram a migrar para outros países. No início da década de 1890, a Argentina e os Estados Unidos, países que recebiam muitos imigrantes italianos, entraram em recessão econômica, ao passo que a economia cafeeira se expandia no Brasil. O sofrimento dos italianos representou a "sorte" dos cafeicultores brasileiros, que encontraram na Itália a sua maior fonte de mão de obra. Contudo, em 1902, em resposta às péssimas condições de trabalho nas fazendas de café, o governo italiano editou o Decreto Prinetti, que proibiu a imigração subsidiada de italianos para o Brasil. Os cafeicultores brasileiros estavam acostumados a lidar com escravos, e não com trabalhadores livres, o que gerava diversas reclamações e denúncias de maus tratos por parte dos imigrantes. Devido ao Decreto Prinetti, a imigração italiana para o Brasil diminuiu consideravelmente. Em consequência, o Brasil teve de procurar novas fontes de trabalhadores em Portugal, na Espanha e até no Japão. Em 1910, a Espanha também proibiu a imigração subsidiada de seus cidadãos para o Brasil. Porém, tal proibição não teve muito efeito, pois a imigração clandestina via Gibraltar se intensificou, tanto que o ano de 1912 foi o auge da migração espanhola para o Brasil.
| Nacionalidade dos imigrantes entrados no Brasil | Nacionalidade dos imigrantes entrados no Brasil | Nacionalidade dos imigrantes entrados no Brasil | Nacionalidade dos imigrantes entrados no Brasil | Nacionalidade dos imigrantes entrados no Brasil | Nacionalidade dos imigrantes entrados no Brasil |
| Anos                                            | Italianos                                       | Portugueses                                     | Espanhóis                                       | Outros                                          |                                                 |
| ----------------------------------------------- | ----------------------------------------------- | ----------------------------------------------- | ----------------------------------------------- | ----------------------------------------------- | ----------------------------------------------- |
| 1884-1893                                       | 57,8%                                           | 19,3%                                           | 11,7%                                           | 11,2%                                           |                                                 |
| 1894-1903                                       | 62,4%                                           | 18,2%                                           | 11,8%                                           | 7,6%                                            |                                                 |
| 1904-1913                                       | 19,5%                                           | 38,2%                                           | 22,3%                                           | 20%                                             |                                                 |

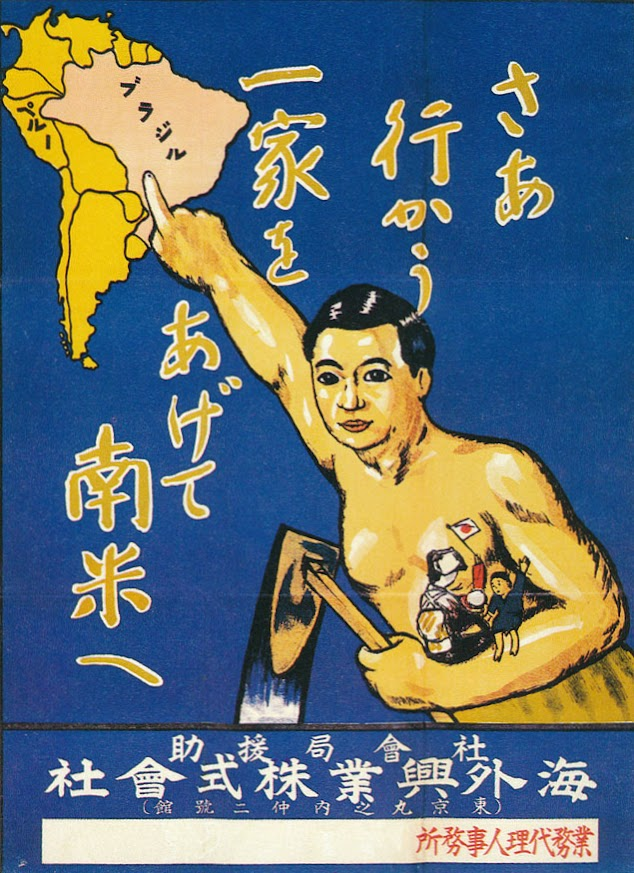
Cartaz usado no século passado no Japão, para promover a imigração para o Brasil. Lê-se: "Vamos para a América do Sul (Brasil destacado) com toda a família".

A substituição da mão de obra escrava na lavoura pela imigrante, estimulada e subsidiada pelo governo brasileiro, foi um fenômeno eminentemente paulista e, em particular, do Oeste Paulista. Nas outras regiões brasileiras que receberam significativo número de imigrantes, a imigração não estava diretamente relacionada com a substituição de trabalhadores escravos, com exceção de Minas Gerais, mas ali a imigração foi pouco volumosa. Na segunda região que mais recebeu imigrantes no Brasil, que foi o Rio de Janeiro, a imigração foi predominantemente espontânea, urbana e portuguesa, sem incentivos do governo brasileiro. Já a imigração para o Sul foi voltada para ocupação de terras com pequenos proprietários estrangeiros, também sem uma vinculação direta com a substituição da mão de obra escrava.
Muito embora tenha sido significativo o número de imigrantes entrados no Brasil (mais de 4 milhões de imigrantes entre 1872 e 1929), as taxas de retorno para os países de origem também eram grandes. Assim, os estrangeiros nunca formaram uma grande parcela da população do Brasil, pois nunca ultrapassaram os 6% da população total, conforme tabela abaixo:
| 1872 | 10.112.061 | 383.459   | 3,84% |
| 1890 | 14.333.915 | 351.545   | 2,45% |
| 1900 | 17.433.434 | 1.074.511 | 6,16% |
| 1920 | 30.635.605 | 1.565.961 | 5,11% |
| 1940 | 41.169.321 | 1.406.342 | 3,42% |

#### Razões e consequências da imigração estrangeira
Para Lúcio Kowarick, o incentivo à imigração europeia deu-se por razões estritamente econômicas. O excesso na oferta de trabalhadores permitiu aos empregadores manter os salários em níveis baixos, favorecendo a dominação da classe subalterna pela elite e ainda minando a organização política dos trabalhadores.

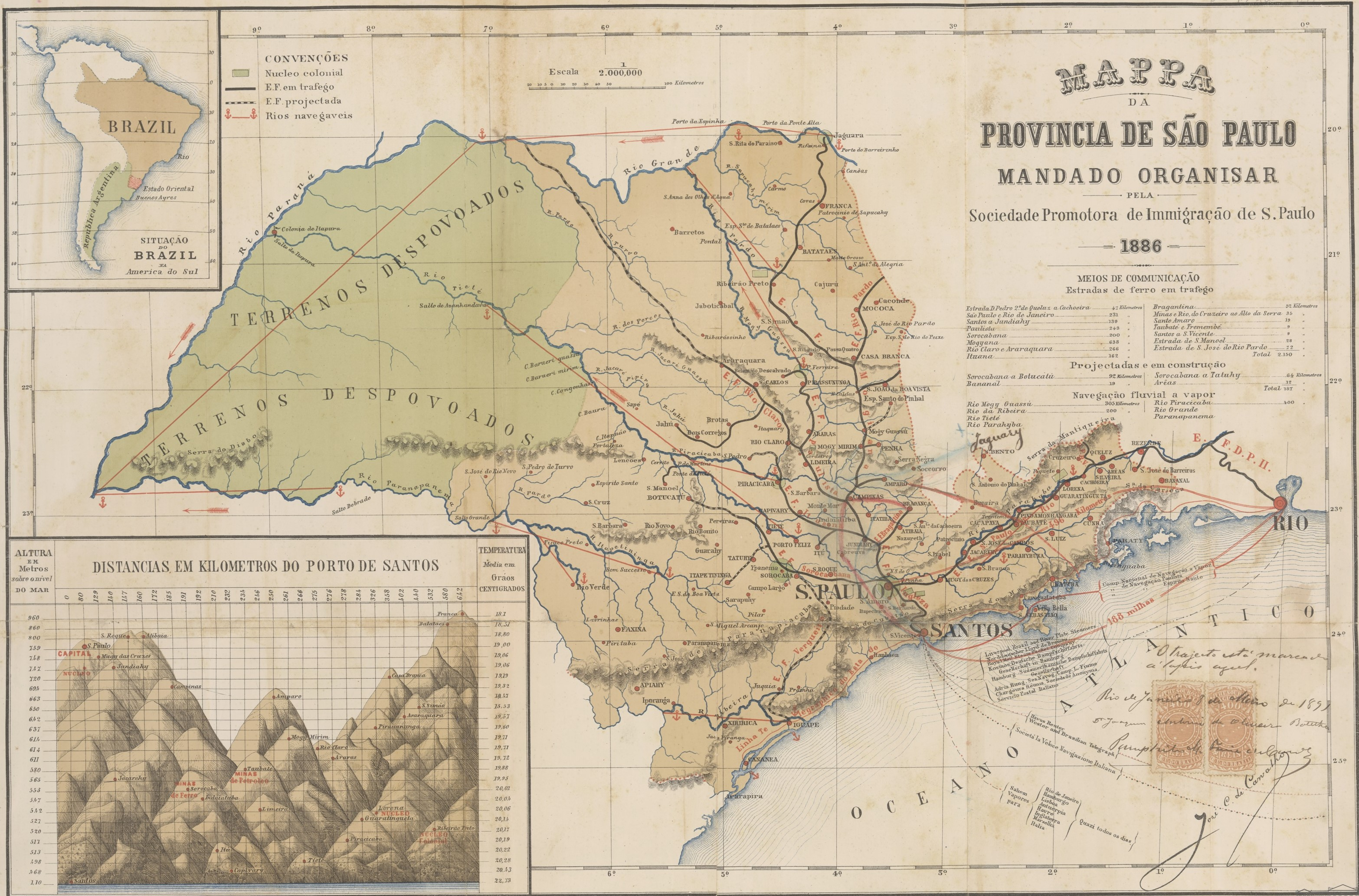
Mapa de 1886 usado para promover a imigração no estado de São Paulo

Michael M. Hall dá a mesma explicação. Os cafeicultores paulistas estimularam a imigração estrangeira para aumentar seus lucros. Um fluxo contínuo de trabalhadores europeus conseguiu manter o salário baixo. Entre 1880 e 1896, foram registrados altos preços do café e elevada lucratividade para os cafeicultores, mas a recíproca não foi a mesma, pois a renda real dos imigrantes declinou de 1884 a 1914.
Nenhum estado colocou em prática o projeto de imigração com tanta veemência como São Paulo. No ano de 1900, 44,5% dos 1.074.511 imigrantes que viviam no Brasil moravam nesse estado. Segundo estudos, a chegada de tantos imigrantes empurrou sobretudo negros e mulatos para os empregos subalternos em São Paulo, fato que também ocorreu, em menor escala, no Rio de Janeiro.
A mão de obra predominantemente estrangeira se concentrou sobretudo no Oeste Paulista. Nas regiões cafeeiras de Minas Gerais e do Rio de Janeiro, a maioria dos trabalhadores eram brasileiros. É comum afirmar-se erroneamente que a abolição da escravidão em 1888 desencadeou a falta de mão de obra nas lavouras pois os escravos libertos saíram das fazendas para procurar trabalho nas cidades. Isto aconteceu em pequena escala e somente no vale do Paraíba do Sul, onde a lavoura cafeeira estava em rápida decadência de produção. Vários fazendeiros perceberam que o fim da escravidão era inevitável e fizeram acordos com os escravos, nos quais estes eram alforriados, mas se comprometiam a ficar trabalhando na mesma fazenda, com direito a pequenos salários ou em regime de colonato.

### Imigração atraída pelo desenvolvimento urbano

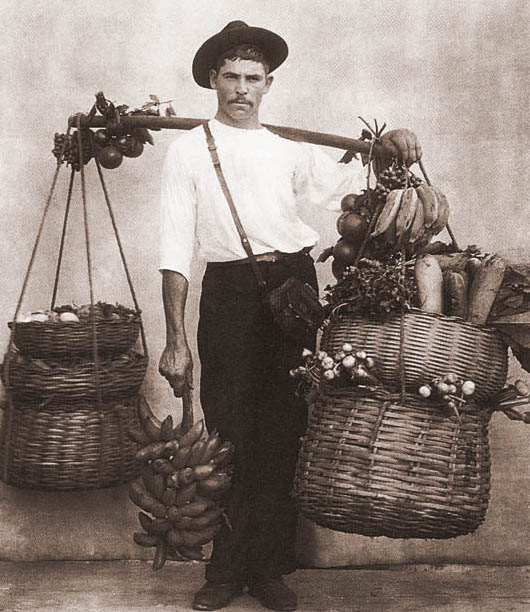
Vendedor ambulante de frutas, fotografado por Marc Ferrez, no Rio de Janeiro, em 1895.

A partir da segunda metade do século XIX, alguns centros urbanos brasileiros apresentaram notável crescimento populacional e econômico, fato que atraiu um importante fluxo migratório de estrangeiros. Parte significativa desse desenvolvimento urbano foi gerada graças à concentração da economia cafeeira no Sudeste. A adoção da mão de obra assalariada trouxe uma dinâmica nova à economia brasileira. Concomitantemente, o acúmulo de capitais obtidos com as exportações do café possibilitou o investimento em infraestrutura, como em estradas, ferrovias e na expansão dos portos de Santos e do Rio de Janeiro, bem como no comércio e nas indústrias, o que contribuiu para o aumento da urbanização no Brasil.
Com o crescimento das cidades, também ocorreu o crescimento das oportunidades de emprego para os imigrantes. O comércio expandiu-se significativamente, bem como toda uma gama de profissões do setor de serviços: ferreiros, cocheiros, pedreiros, leiteiros, pescadores, padeiros, cozinheiros, motoristas, carvoeiros, jardineiros, sapateiros e diversas outras atividades.
Embora a imigração no Brasil fosse vista como meio para suprir a necessidade de mão de obra na lavoura, com o passar das décadas, cada vez mais imigrantes foram se concentrando nos centros urbanos. Em 1920, dos 829.851 estrangeiros no estado de São Paulo, 205.245 estavam na capital (24,7% do total). Em 1934, essa proporção saltou para 30,9%, pois dos 931.691 estrangeiros no estado, 287.690 estavam na capital.
Em 1906, cerca de 26% da população da cidade do Rio de Janeiro era estrangeira, predominantemente formada por portugueses, seguidos de outros grupos da Europa mediterrânea (italianos e espanhóis):
| Brasileiros | 600.928 | 74%   |
| Portugueses | 133.393 | 16,4% |
| Italianos   | 25.557  | 3,1%  |
| Espanhóis   | 20.699  | 2,5%  |
| Franceses   | 3.474   | 0,42% |
| Alemães     | 2.575   | 0,32% |
| Ingleses    | 1.671   | 0,20% |
| Outros      | 23.146  | 2,85% |

A imigração para os centros urbanos teve duas origens: a indireta e a direta. O primeiro caso abarcava os imigrantes, normalmente subsidiados, que, num primeiro momento, se fixaram na zona rural mas que, depois de algum tempo, migravam para os centros urbanos. Entre esses imigrantes, havia aqueles que já tinham acumulado poupança trabalhando na fazenda de café e que queriam investir seu dinheiro abrindo um negócio na zona urbana; porém esse êxodo rural também incluía aqueles que estavam "fugindo" das péssimas condições de trabalho ou do achatamento salarial nas fazendas de café.
Por sua vez, também houve uma significativa imigração diretamente para os centros urbanos, que envolvia imigrantes espontâneos, ou seja, que não tiveram sua passagem de navio paga pelo governo brasileiro. Alguns desses imigrantes já provinham de zonas urbanas na Europa, e eram empresários, comerciantes e profissionais liberais bem-sucedidos. Esses imigrantes já chegavam com capital para investir no Brasil e constituíram uma incipiente elite imigrante. Porém, estes eram uma pequena minoria dos que vieram. A grande maioria dos imigrantes que foi diretamente para os centros urbanos provinha sobretudo de zonas rurais do Sul da Europa e era de origem humilde. Para sobreviver, esses imigrantes trabalhavam como operários, artesãos, vendedores ambulantes ou no setor de serviços. Para a maioria dos imigrantes, a sua prioridade básica era acumular poupança, com o objetivo de desfrutar de uma vida melhor no futuro. Para isso, aceitavam quaisquer trabalhos que lhes fossem oferecidos, mesmo que de baixo status social pois, embora fossem aparentemente sem perspectivas, esses trabalhos lhes proporcionavam melhores salários do que os pagos nos seus países de origem.

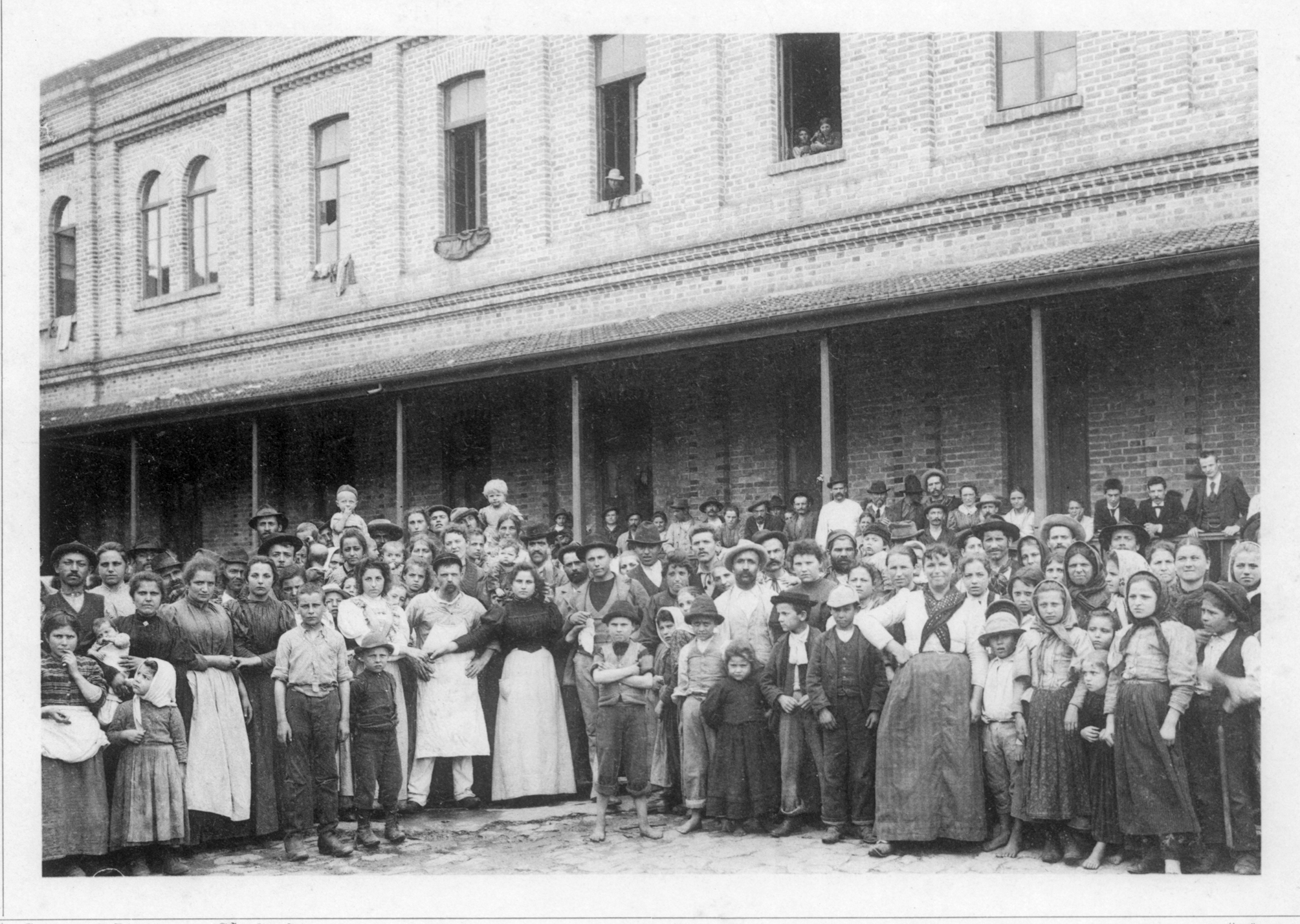
Imigrantes italianos posando para fotografia no pátio central da Hospedaria dos Imigrantes de São Paulo

Alguns grupos de imigrantes tinham predileção pelos centros urbanos, em particular os sírios, libaneses e judeus. Entre os imigrantes europeus, os portugueses foram aqueles que mais se estabeleceram nas cidades. Enquanto os italianos concentraram-se sobretudo na lavoura cafeeira, os portugueses concentraram-se nas atividades do pequeno comércio ou ingressavam nas fileiras de operários que se formavam sobretudo no Rio de Janeiro e em São Paulo.
Os estrangeiros que se fixaram nos centros urbanos encontraram um ambiente bem mais hostil do que aqueles que rumaram para as zonas rurais. Enquanto as regiões agrícolas eram enormes e era fácil encontrar emprego, nos centros urbanos a competição no mercado de trabalho se mostrava mais acirrada. Em consequência, os imigrantes eram vistos pelos brasileiros como competidores no mercado de trabalho e eram frequentemente vítimas de agressividade e xenofobia por parte dos brasileiros, como foi o caso dos portugueses no Rio de Janeiro e dos italianos em São Paulo. Contudo, à medida que os imigrantes percebiam que nas fazendas a exploração do trabalho e os pequenos salários não eram interessantes, cada vez mais pessoas rumavam para os centros urbanos.

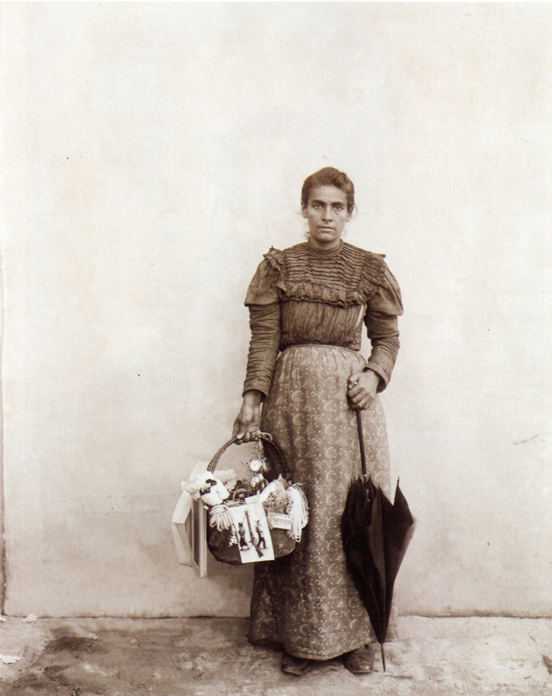
Vendedora de miudezas, fotografada por Marc Ferrez, no Rio de Janeiro, em 1899.

A presença de imigrantes entre o proletariado era maciça nos dois principais centros urbanos brasileiros. O Brasil começou um processo de industrialização na década de 1890 e muitos imigrantes, em grande parte mulheres e crianças, foram empregados nas fábricas nascentes. Em 1893, 83,6% da força de trabalho na indústria de São Paulo era formada
por imigrantes, índice que aumentou para 92% em 1900. Nesse ano, a população operária do estado foi calculada em 50.000 pessoas e, na cidade de São Paulo, em 8.000 pessoas, sendo 60%, pouco mais de 5.000, estrangeiras. No Rio de Janeiro, os estrangeiros eram 44% do operariado, em 1906. A situação de miséria vivida por esses estrangeiros era evidente nos bairros populares do Brás, Barra Funda e Bela Vista, na capital paulista, onde se concentravam os italianos. Em 1904, cerca de 30% da população de São Paulo morava em cortiços, onde, num único cômodo, viviam amontoadas uma média de seis a dez pessoas, uma vez que os operários não tinham condições de arcar com os custos de outras moradias melhores.
A competição pelo lucro nas fábricas era feita por meio da redução dos custos de produção, com grande exploração da força de trabalho, o que fomentou a união e a luta dos trabalhadores em busca dos seus direitos trabalhistas, por meio de greves. Os principais grupos de imigrantes (italianos, portugueses e espanhóis) já tinham na Europa um contato muito próximo com os movimentos socialistas, anarquistas e sindicalistas, trazendo para o Brasil suas ideias. Não por acaso, a maioria dos grandes líderes sindicais do Brasil do começo do século XX eram de nacionalidade italiana. Contudo, muitos imigrantes negavam-se a participar de estratégias políticas baseadas em ação coletiva, pois estavam mais preocupados em alcançar o enriquecimento individual e a ascensão social.
Embora grande parte dos imigrantes que veio para o Brasil fosse de origem humilde, eles tinham um capital humano que era mais elevado do que a média brasileira, na época. Segundo o censo de 1920, 71,2% da população brasileira com mais de cinco anos de idade era analfabeta (índice que se elevava a 85,9% no Piauí, atingindo um mínimo de 53,4% no Rio de Janeiro). Por sua vez, os dados dos imigrantes entrados pelo porto de Santos, entre 1908 e 1936, mostram que em nenhuma nacionalidade imigrante o nível de analfabetismo era tão alto quanto o encontrado no Brasil pelo censo. Mesmo entre os imigrantes espanhóis, que eram o grupo mais pobre, mais rural e mais analfabeto que veio para o Brasil, o índice de analfabetismo era de 65,1%. O menor índice estava entre os imigrantes alemães, de apenas 3,9%, conforme tabela abaixo:
| Índice de ruralidade e de analfabetismo entre os imigrantes entrados no Brasil pelo porto de Santos e maiores de 7 anos (1908–1936) | Índice de ruralidade e de analfabetismo entre os imigrantes entrados no Brasil pelo porto de Santos e maiores de 7 anos (1908–1936) | Índice de ruralidade e de analfabetismo entre os imigrantes entrados no Brasil pelo porto de Santos e maiores de 7 anos (1908–1936) | Índice de ruralidade e de analfabetismo entre os imigrantes entrados no Brasil pelo porto de Santos e maiores de 7 anos (1908–1936) | Índice de ruralidade e de analfabetismo entre os imigrantes entrados no Brasil pelo porto de Santos e maiores de 7 anos (1908–1936) |
| Nacionalidades | Total | Maiores de 7 anos | % Analfabetos | % De ocupação rural |
| --- | --- | --- | --- | --- |
| Portugueses | 275.257 | 242.657 | 51,8% | 48% |
| Espanhóis | 209.282 | 167.795 | 65,1% | 79% |
| Italianos | 202.749 | 175.157 | 31,6% | 50% |
| Japoneses | 176.775 | 142.573 | 9,9% | 99% |
| Alemães | 43.989 | 39.724 | 3,9% | 31% |

Obviamente que quem sabia ler e escrever, em uma sociedade dominada por analfabetos como era o Brasil, já tinha uma grande vantagem comparativa no mercado de trabalho. Ademais, muitos imigrantes que vinham para o Brasil não exerciam atividades rurais em sua terra natal. Eram pedreiros, marceneiros, sapateiros, artesãos de todos os tipos. Mesmo entre os imigrantes de origem camponesa e sem recursos financeiros, havia aqueles que traziam conhecimentos que eram escassos ou inexistentes no Brasil. Isso porque, na Europa, durante o inverno, os camponeses ocupavam seu tempo com outros afazeres, especialmente para preencherem suas necessidades básicas (moradia, locomoção, roupas, sapatos, ferramentas etc), atendidas por uma produção doméstica. Assim, os camponeses adquiriam novas habilidades, que muitas vezes eram aproveitadas após a imigração para o Brasil, como meio de ganhar a vida.
Segundo o censo de 1920, surpreendentes 65% das empresas industriais do estado de São Paulo pertenciam a imigrantes, sendo que os estrangeiros perfaziam somente 18% da população paulista, naquele ano. Grande parte desses industriais estrangeiros não provinha de uma elite burguesa imigrante que já vinha para o Brasil com capital suficiente para empreender. Pelo contrário, muitos tinham uma origem humilde. Agnaldo de Souza Barbosa, ao estudar o processo de industrialização na cidade de Franca, de 1920 a 1990, verificou que os empresários do setor calçadista, o principal setor industrial da cidade, eram em grande parte pequenos empresários de origem pobre e imigrante, principalmente italianos. Esses industriais começaram trabalhando como artesãos ou operários sapateiros e, posteriormente, constituíram pequenas fábricas.
O mesmo cenário foi encontrado por Marco Antonio Brandão, ao estudar o processo de industrialização em Ribeirão Preto, entre 1890 e 1930. Brandão verificou que a maior parte dos industriais da cidade eram originalmente imigrantes italianos sem recursos financeiros, mas que souberam aproveitar de outros recursos que tinham: mão de obra familiar ou contratada em pequeno número e o saber-fazer necessário. Obviamente que a maior parte desses imigrantes nunca chegou a fazer fortuna ou a formar grandes conglomerados industriais, como ocorreu com os Matarazzo, Crespi ou Siciliano. Todavia, essas pequenas empresas foram de grande importância para a mobilidade social de muitos imigrantes no Brasil, que assim conseguiram sair da pobreza.
Em 1962, Bresser-Pereira realizou uma pesquisa sobre as origens étnicas e sociais de 204 empresários industriais paulistas, com mais de cem empregados. Apenas 15,7% desses industriais eram brasileiros de longa geração, ou seja, eram nascidos no Brasil, de pai brasileiro e avô paterno brasileiro. Por sua vez, 84,3% desses industriais eram de origem estrangeira (49,5% eram imigrantes, 23,5% filhos de imigrantes e 11,3% netos de imigrantes). Em resumo, entre os maiores industriais de São Paulo, predominavam empresários de origem italiana (34,8%), brasileira (15,7%), alemã ou austríaca (12,8%), portuguesa (11,7%) e árabe (9,8%).

### Imigrações recentes
Na década de 1930, o governo de Getúlio Vargas tomou medidas que visavam diminuir o número de imigrantes que chegavam ao Brasil. Vargas instituiu a "Lei de Cotas", a qual estabeleceu que a entrada de imigrantes no Brasil não podia exceder, anualmente, o limite de 2% sobre o número total dos respectivos nacionais fixados no Brasil durante os últimos cinquenta anos. Já a "Lei dos 2/3" impunha um número mínimo de cidadãos brasileiros contratados pelo mercado de trabalho, desde fábricas, empresas e instituições públicas. Essas medidas objetivavam diminuir a chegada de imigrantes, para conter o desemprego, bem como fortalecer um novo senso de identidade nacional.
Na década de 1960, o Brasil deixou definitivamente de receber grandes levas de imigrantes. Os portugueses, que eram os únicos que ainda imigravam em massa para o Brasil, passaram a deslocar-se preferencialmente para outros países da Europa. Na década de 1970, houve algum fluxo de imigrantes entrando no Brasil, vindo principalmente da Coreia do Sul, China, Bolívia, Peru, Paraguai e de países africanos. Esses imigrantes, porém, já não tinham o impacto demográfico que tiveram as outras imigrações mais antigas no Brasil.
Na década de 1980, considerada a década perdida na América Latina, com desemprego em alta e inflação galopante, o Brasil tornou-se um país de emigração, no qual mais saíam pessoas do que entravam.
Na década de 2010, o número de imigrantes no Brasil cresceu significativamente. Segundo dados da Polícia Federal, 1 847 274 estrangeiros residiam no Brasil em março de 2015. Desses, 1 189 947 eram "permanentes"; 595 800 "temporários"; 45 404 "provisórios"; 11 230 "fronteiriços"; 4 842 "refugiados" e 51 "asilados". Três fatores explicam o aumento da imigração para o Brasil: o declínio da taxa de crescimento populacional brasileira, que abre espaço no mercado de trabalho para os estrangeiros; as barreiras impostas nos países desenvolvidos à entrada de imigrantes, o que desloca a migração Sul-Norte para um padrão Sul-Sul e a ampliação da presença de empresas brasileiras no exterior, fazendo com que estrangeiros passem a ver o Brasil como um país de oportunidades.

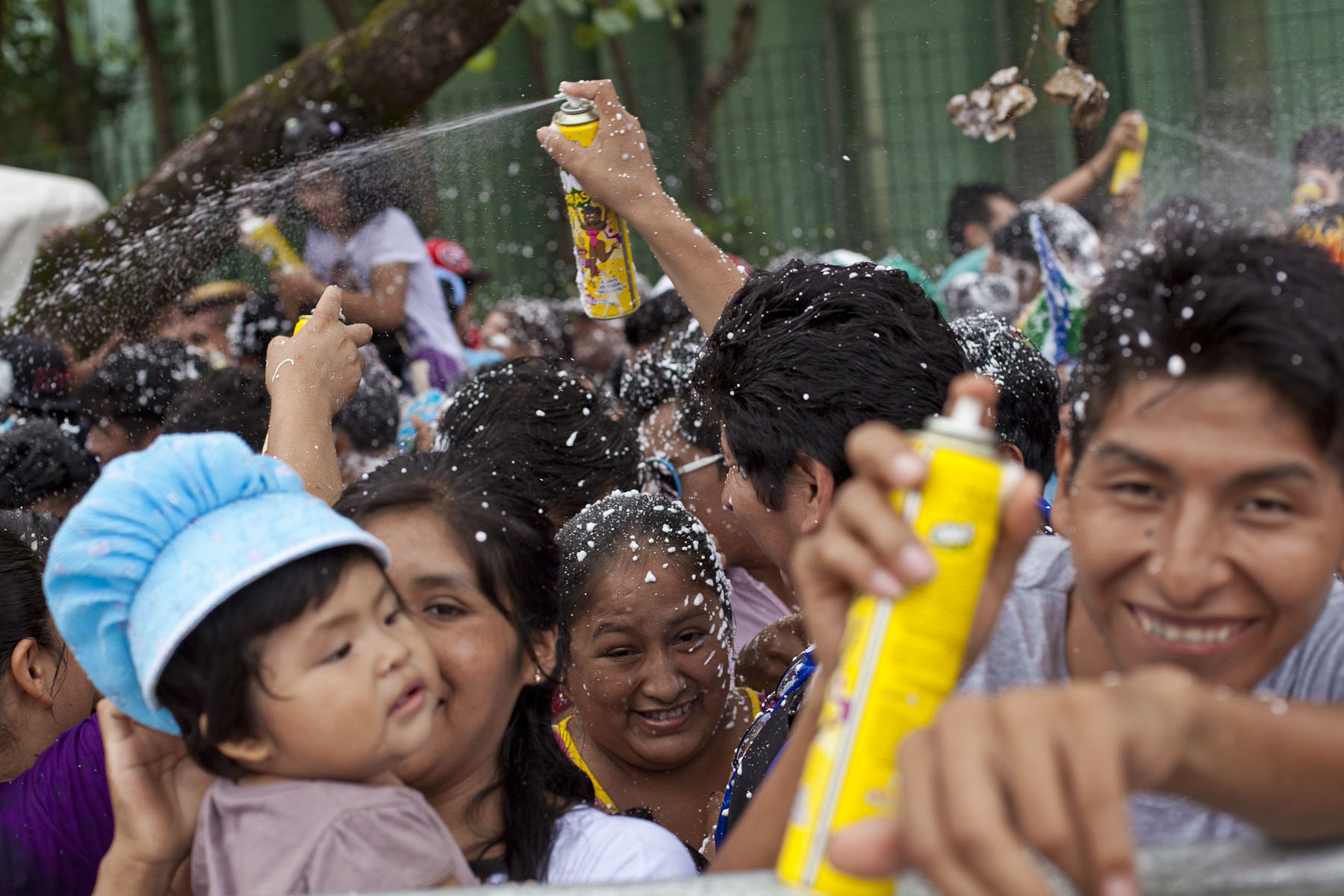
Festejos de carnaval da comunidade boliviana de São Paulo

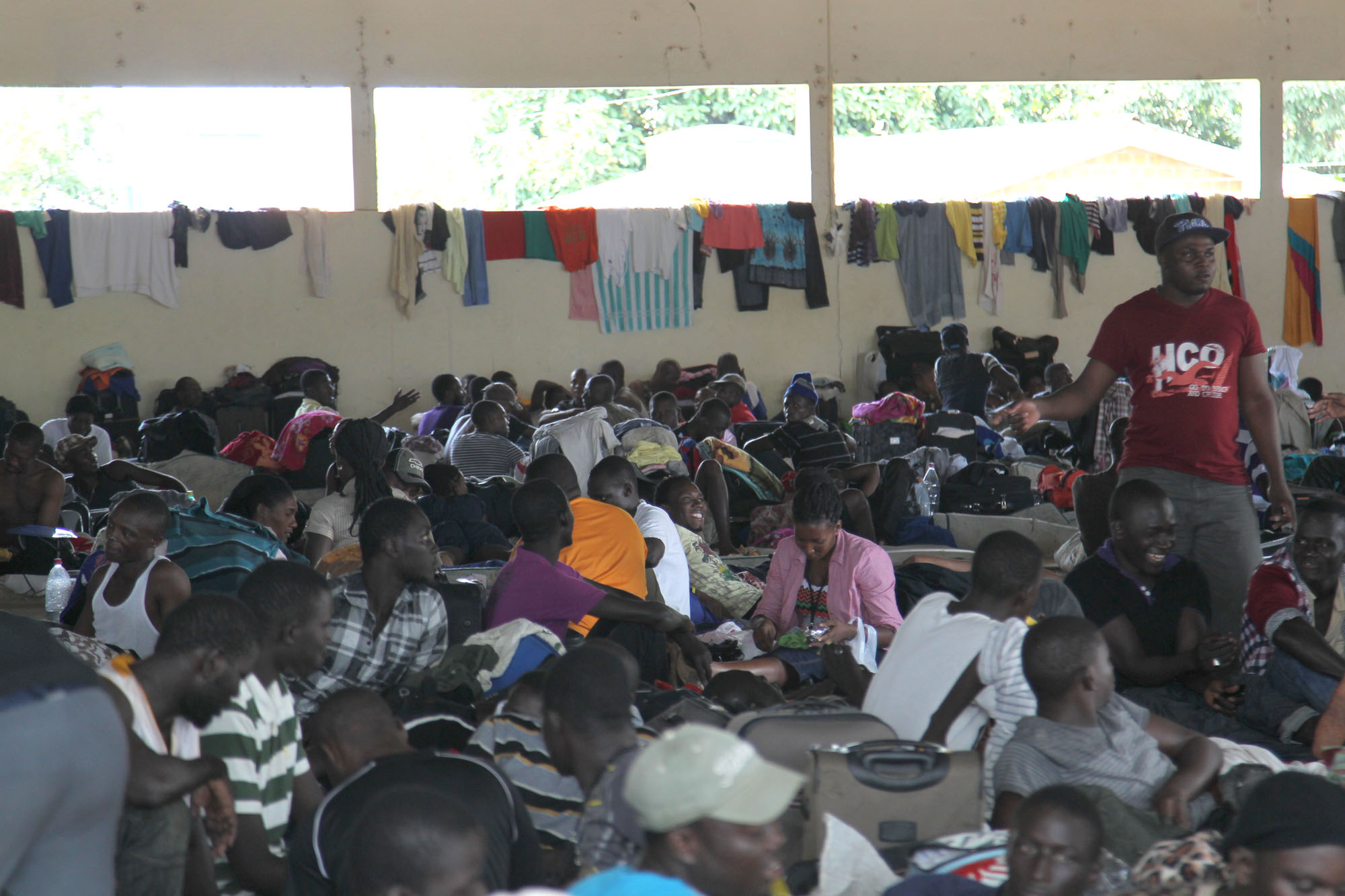
Imigrantes do Haiti em alojamento improvisado em Brasileia, no Acre.

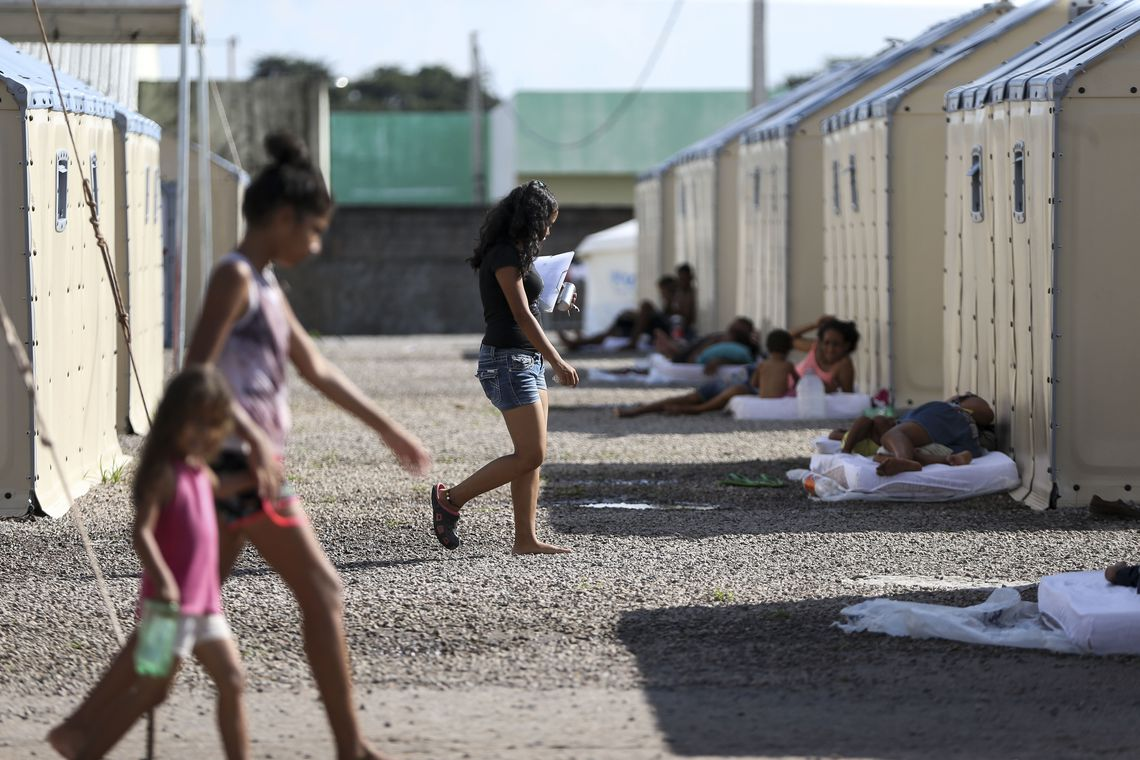
Refugiados venezuelanos instalados em Boa Vista, no estado de Roraima.

O aumento no número de estrangeiros no Brasil foi acompanhado por certa oposição de parcela da sociedade e da mídia. A despeito disso, segundo a socióloga Patricia Tavares, os imigrantes estão chegando e sendo contratados e "trazendo ao país um conhecimento que o brasileiro muitas vezes ainda não possui". Segundo o ex-ministro da Secretaria de Assuntos Estratégicos, Marcelo Neri, o Brasil precisaria absorver pelo menos seis milhões de profissionais estrangeiros para suprir a carência de mão de obra qualificada que existe no país, carência essa que compromete seriamente o desenvolvimento da economia brasileira. Os imigrantes compõem apenas 0,9% da população brasileira, quando a média mundial é de 3%, sendo maior em países como Alemanha (9%), Estados Unidos (13,6%) ou Austrália (25%).
No primeiro semestre de 2011, 50 mil portugueses iniciaram trâmites para adquirir um visto de residência no Brasil, porém somente 1.564 imigrou de fato para o país. Segundo uma pesquisa da Secretaria de Assuntos Estratégicos, 73,7% dos brasileiros são a favor da chegada de estrangeiros com elevada qualificação profissional, ao passo que 74,3% são contrários a imigrantes sem documentação.
Dentre os fluxos migratórios recentes no Brasil, destacam-se os imigrantes bolivianos, que são empregados nas pequenas indústrias de roupas de São Paulo, em geral propriedade de imigrantes coreanos. Muitos bolivianos vivem no Brasil sem documentação e são explorados e submetidos a jornadas exaustivas de trabalho. O embaixador Jerjes Justiniano estimou que pode haver entre 50 e 100 mil bolivianos trabalhando em situação análoga à de escravo no Brasil. Imigrantes colombianos também cruzam a fronteira aos milhares, fugindo do conflito armado na Colômbia.
A presença brasileira na Missão das Nações Unidas para a estabilização no Haiti, a partir de 2004, ampliou as relações entre os dois países e uma das consequências foi o aumento da imigração haitiana no Brasil. A rota aberta pelos haitianos no Acre é muito usada desde 2008 por imigrantes do Senegal, que se deslocam em especial para o Rio Grande do Sul.
Devido à diáspora venezuelana, em 2017 mais de 40 000 novos refugiados venezuelanos procuraram abrigo somente em Boa Vista, no estado de Roraima, no norte do país, causando assim uma crise de refugiados venezuelanos no Brasil.
Em junho de 2019, um relatório da ONU aponta que o Brasil é o sexto maior receptor de pedidos de refúgio, atrás apenas de Estados Unidos, Peru, Alemanha, França e Turquia, contando com mais de cento e cinquenta mil pedidos de refúgio de imigrantes vindos principalmente da Venezuela, do Haiti e da Síria, com participação também expressiva de países como Cuba, Angola e Colômbia.
Em 2020, o Brasil aprovou 24.880 processos para solicitação de reconhecimento de status de refugiado. As nacionalidades que mais fizeram esses pedidos foram venezuelanos (24.030), sírios (479), cubanos (114), iraquianos (35) e afegãos (28). Também em 2020, devido à crise dos refugiados venezuelanos, os venezuelanos são um dos maiores grupos de imigrantes que vive no Brasil.
Devido à atual crise monetária argentina e aos protestos argentinos de 2020-2021, no mesmo ano, os argentinos se tornaram o quinto maior grupo de imigrantes no Brasil e em poucos meses deve ultrapassar o número de americanos vivendo no país, tornando os argentinos o quarto maior grupo de imigrantes residentes no Brasil. Fatores como proximidade territorial, acordos de imigração, semelhança linguística entre português e espanhol e crescimento econômico do Brasil facilitam esse movimento para o país vizinho de língua portuguesa.

## Impacto da imigração
A população brasileira foi formada pela união de seus habitantes indígenas aos milhões de imigrantes que chegaram ao longo de quinhentos anos. A diversidade étnica e cultural do Brasil deve-se em grande parte às diversas nacionalidades que escolheram ou foram obrigadas (no caso dos africanos subsaarianos) a emigrar. A miscigenação de diferentes raças compõe, assim, o rico mosaico étnico-cultural brasileiro.
| Imigração para o Brasil, por nacionalidade e períodos | Imigração para o Brasil, por nacionalidade e períodos | Imigração para o Brasil, por nacionalidade e períodos | Imigração para o Brasil, por nacionalidade e períodos | Imigração para o Brasil, por nacionalidade e períodos | Imigração para o Brasil, por nacionalidade e períodos | Imigração para o Brasil, por nacionalidade e períodos | Imigração para o Brasil, por nacionalidade e períodos | Imigração para o Brasil, por nacionalidade e períodos | Imigração para o Brasil, por nacionalidade e períodos | Imigração para o Brasil, por nacionalidade e períodos |
| Nacionalidade                                         | Período                                               | Período                                               | Período                                               | Período                                               | Período                                               | Período                                               | Período                                               | Período                                               | Período                                               | Total                                                 |
| Nacionalidade                                         | 1884-1893                                             | 1894-1903                                             | 1904-1913                                             | 1914-1923                                             | 1924-1933                                             | 1934-1944                                             | 1945-1949                                             | 1950-1954                                             | 1955-1959                                             | Total                                                 |
| ----------------------------------------------------- | ----------------------------------------------------- | ----------------------------------------------------- | ----------------------------------------------------- | ----------------------------------------------------- | ----------------------------------------------------- | ----------------------------------------------------- | ----------------------------------------------------- | ----------------------------------------------------- | ----------------------------------------------------- | ----------------------------------------------------- |
| Alemães                                               | 22 778                                                | 6 698                                                 | 33 859                                                | 29 339                                                | 61 723                                                | N/D                                                   | 5 188                                                 | 12 204                                                | 4 633                                                 | 176 422                                               |
| Espanhóis                                             | 113 116                                               | 102 142                                               | 224 672                                               | 94 779                                                | 52 405                                                | N/D                                                   | 4 092                                                 | 53 357                                                | 38 819                                                | 683 382                                               |
| Italianos                                             | 510 533                                               | 537 784                                               | 196 521                                               | 86 320                                                | 70 177                                                | N/D                                                   | 15 312                                                | 59 785                                                | 31 263                                                | 1 507 695                                             |
| Japoneses                                             | -                                                     | -                                                     | 11 868                                                | 20 398                                                | 110 191                                               | N/D                                                   | 12                                                    | 5 447                                                 | 28 819                                                | 188 723                                               |
| Portugueses                                           | 170 621                                               | 155 542                                               | 384 672                                               | 201 252                                               | 233 650                                               | N/D                                                   | 26 268                                                | 123 082                                               | 96 811                                                | 1 391 898                                             |
| Sírios e Libaneses                                    | 96                                                    | 7 124                                                 | 45 803                                                | 20 400                                                | 20 400                                                | N/D                                                   | N/A                                                   | N/A                                                   | N/A                                                   | 189 727                                               |
| Outros                                                | 66 524                                                | 42 820                                                | 109 222                                               | 51 493                                                | 164 586                                               | N/D                                                   | 29 552                                                | 84 851                                                | 47.599                                                | 596.647                                               |
| Total                                                 | 979 572                                               | 852 11                                                | 1 006 617                                             | 503 981                                               | 713 132                                               | N/D                                                   | 92 412                                                | 338 726                                               | 247 944                                               | 4 734 494                                             |

Imigração para o Brasil de 1820 a 1975:

| Data        | Imigrantes |
| 1820 a 1829 | 7251       |
| 1830 a 1839 | 1507       |
| 1840 a 1849 | 2877       |
| 1850 a 1859 | 108045     |
| 1860 a 1869 | 108098     |
| 1870 a 1879 | 180800     |
| 1880 a 1883 | 105507     |
| 1884-1893   | 979572     |
| 1894-1903   | 852011     |
| 1904-1913   | 1006617    |
| 1914-1923   | 503981     |
| 1924-1933   | 713132     |
| 1934-1944   | 199089     |
| 1945-1949   | 92412      |
| 1950-1954   | 338726     |
| 1955-1959   | 247944     |
| 1960-1975   | 227000     |
| Total       | 5.674.569  |

| São Paulo         | 476 778   | 20,89%      | 820 567   | 17,87%      |
| Distrito Federal  | 195 894   | 24,14%      | 235 300   | 20,32%      |
| Rio Grande do Sul | 129 329   | 11,26%      | 136 076   | 6,23%       |
| Minas Gerais      | 90 319    | 2,51%       | 80 061    | 1,36%       |
| Rio de Janeiro    | 49 823    | 5,38%       | 48 401    | 3,10%       |
| Paraná            | 39 457    | 12,06%      | 59 119    | 8,52%       |
| Santa Catarina    | 21 179    | 6,61%       | 23 274    | 3,48%       |
| Espírito Santo    | 20 124    | 9,59%       | 16 976    | 3,71%       |
| Pará              | 2.201     | 0,5%        | 22 089    | 2,2%        |
| Mato Grosso       | 95        | 0,08%       | 25 086    | 10,17%      |
| Resto do Brasil   | 49 312    | menos de 1% | 46 208    | menos de 1% |
| Total             | 1 074 511 | 6,2%        | 1 513 635 | 4,94%       |

No tocante ao período da "grande imigração", ocorrido entre 1880 e 1920, os censos de 1900 e 1920 mostram que cerca de 80% da população estrangeira no Brasil se concentrava nos estados da região Sudeste, zona mais rica do Brasil, onde estavam as melhores ofertas de trabalho. Os estados de São Paulo e a então capital, o Rio de Janeiro, eram os maiores receptores de imigrantes, sendo que os estrangeiros chegaram a compor 24,14% da população do Rio de Janeiro e 20,89% de São Paulo no ano de 1900. Os outros dois estados do Sudeste, Minas Gerais e Espírito Santo, também contavam com significativa presença estrangeira. Os outros 20% dos estrangeiros residentes se concentravam sobretudo nos estados do Sul, especialmente no Rio Grande do Sul. No resto do Brasil, a presença de estrangeiros era bastante reduzida, correspondendo a menos de 1% da população local. A única exceção foi o estado do Pará, no extremo Norte, que recebeu significativo número de comerciantes portugueses nos primeiros anos do século XX.
Em relação à nacionalidade, em praticamente todos os estados a maioria absoluta dos estrangeiros era proveniente da Europa. A única exceção era o estado do Mato Grosso, no qual a nacionalidade estrangeira mais numerosa em 1920 era a paraguaia. Na maioria dos estados, os italianos eram o grupo estrangeiro mais numeroso, com exceção da cidade do Rio de Janeiro e do estado homônimo, bem como do Pará, nos quais os portugueses eram os mais numerosos. As nacionalidades estrangeiras mais numerosas no Brasil eram a italiana, portuguesa, espanhola e alemã. Além dos europeus, havia uma presença notável de pessoas oriundas do Oriente Médio (da Síria e do Líbano), bem como do Japão. No Rio Grande do Sul, a comunidade uruguaia também era notável.
Demógrafos brasileiros há muito tempo analisam o impacto demográfico que teve a onda de imigração para o Brasil nos séculos XIX e XX. De acordo com Judicael Clevelário, a maioria dos estudos sobre o impacto da imigração têm seguido as conclusões de Giorgio Mortara das décadas de 1940 e 1950. Mortara concluiu que apenas cerca de 15% do crescimento demográfico do Brasil, de 1840 e 1940, deveu-se à imigração, e que a população de origem imigrante (imigrantes e descendentes) era de 16% da população total do Brasil.
No entanto, de acordo com Clevelário, Mortara não levou devidamente em conta o crescimento endógeno total da população de origem imigrante, devido à fixação predominantemente rural dos imigrantes (regiões rurais tendem a ter taxas superiores de natalidade que cidades). Clevelário, pois, além de ampliar os cálculos até 1980, os refez, chegando a conclusões um pouco diferentes.
Um dos problemas no cálculo do impacto da imigração é que as taxas de retorno dos imigrantes são desconhecidas. Clevelário fixou quatro diferentes hipóteses sobre as taxas de retorno. A primeira, que ele considera alta demais, é que 50% dos imigrantes voltaram a seus países de origem. A segunda é baseada na obra de Arthur Neiva, que supõe que a taxa de retorno do Brasil foi maior do que a dos Estados Unidos (30%), mas menor do que a da Argentina (47%). A terceira hipótese é de Mortara, que postula uma taxa de 20% para o século XIX, 35% para as duas primeiras décadas do século XX, e 25% para 1920. Embora o próprio Mortara considerava esta hipótese subestimada, Clevelário pensa que é mais próximo da realidade. A última hipótese, também sendo irrealista, coloca uma taxa de retorno de 0%.
As conclusões de Clevelário são as seguintes: considerando a hipótese 1 (irrealisticamente baixa), a população de origem imigrante em 1980 seria de 14.730.710 pessoas, ou 12,38% da população total. Considerando a hipótese 2 (com base em Neiva), seria de 17.609.052 de pessoas, ou 14,60% do total da população. Considerando a hipótese 3 (com base em Mortara e considerada mais realista), seria de 22.088.829 de pessoas, ou 18,56% do total da população. Considerando a hipótese 4 (sem retorno nenhum), a população de origem imigrante seria de 29.348.423 pessoas, ou 24,66% do total. Clevelário acredita que o número mais provável é de cerca de 18%, superior à estimativa anterior de Mortara de 1947.
Segundo pesquisa de 2016 publicada pelo IPEA, em um universo de 46.801.772 nomes de brasileiros analisados, 18% deles tinham ao menos um sobrenome de origem não ibérica (germânico, italiano, leste europeu ou japonês).

## Imigrantes atuais no Brasil por país de origem
| Colocação | País           | Total             |
| --------- | -------------- | ----------------- |
| 1         | Venezuela      | 325.637 - 425.000 |
| 2         | Portugal       | 175.251           |
| 3         | Haiti          | 161.000 - 169.489 |
| 4         | Bolívia        | 140.544- 250.000  |
| 5         | Japão          | 29.973 - 91 042   |
| 6         | Estados Unidos | 86.418            |
| 7         | Colômbia       | 81.036            |
| 8         | Argentina      | 79.744            |
| 9         | Itália         | 40.433 - 73.126   |
| 10        | China          | 66.380            |
| 11        | Espanha        | 33.200 - 59 985   |
| 12        | Uruguai        | 50.512            |
| 13        | Peru           | 49.412            |
| 14        | Paraguai       | 48.501            |
| 15        | Alemanha       | 40.980            |
| 16        | Cuba           | 35.602            |
| 17        | Filipinas      | 30.368            |
| 18        | Índia          | 23.912            |
| 19        | México         | 22.656            |
| 20        | Angola         | 21.377            |
| 21        | Coreia do Sul  | 21.143            |
| 22        | Chile          | 20.650            |
| 23        | Países Baixos  | 11.266            |
| 24        | Noruega        | 10.868            |
| 25        | Equador        | 10.669            |
| 26        | Senegal        | 10.071            |
| 27        | Canadá         | 9.087             |
| 28        | Líbano         | 8.343             |
| 29        | Polónia        | 7.964             |
| 30        | Indonésia      | 7.310             |

#### Solicitantes de refúgio no Brasil em 2023
Em 2023, o Brasil recebeu 58.628 solicitações de refúgio, um aumento de 16,4% em relação ao ano anterior.
| Colocação | País                 | Total  |
| --------- | -------------------- | ------ |
| 1         | Venezuela            | 29.467 |
| 2         | Cuba                 | 11.479 |
| 3         | Angola               | 3.957  |
| 4         | Vietname             | 1.142  |
| 5         | Colômbia             | 1.046  |
| 6         | Nepal                | 966    |
| 7         | Índia                | 961    |
| 8         | China                | 818    |
| 9         | Marrocos             | 487    |
| 10        | Guiana               | 441    |
| 11        | Líbano               | 407    |
| 12        | Peru                 | 372    |
| 13        | Nigéria              | 365    |
| 14        | Bangladesh           | 340    |
| 15        | Gana                 | 270    |
| 16        | Suriname             | 270    |
| 17        | República Dominicana | 264    |
| 18        | Afeganistão          | 248    |
| 19        | Camarões             | 220    |
| 20        | Turquia              | 216    |
| ~         | Outros               | 4.892  |

#### Reconhecimento do status de refugiado (2011-2022)
Entre 2011 e 2022 o Comitê Nacional para os Refugiados (CONARE) reconheceu 65.840 pessoas como refugiadas no Brasil.
| Colocação | País                           | Total  |
| --------- | ------------------------------ | ------ |
| 1         | Venezuela                      | 53.303 |
| 2         | Síria                          | 3.762  |
| 3         | República Democrática do Congo | 1.113  |
| 4         | Cuba                           | 1.033  |
| 5         | Outros países                  | 6.629  |